# Spanische Grippe

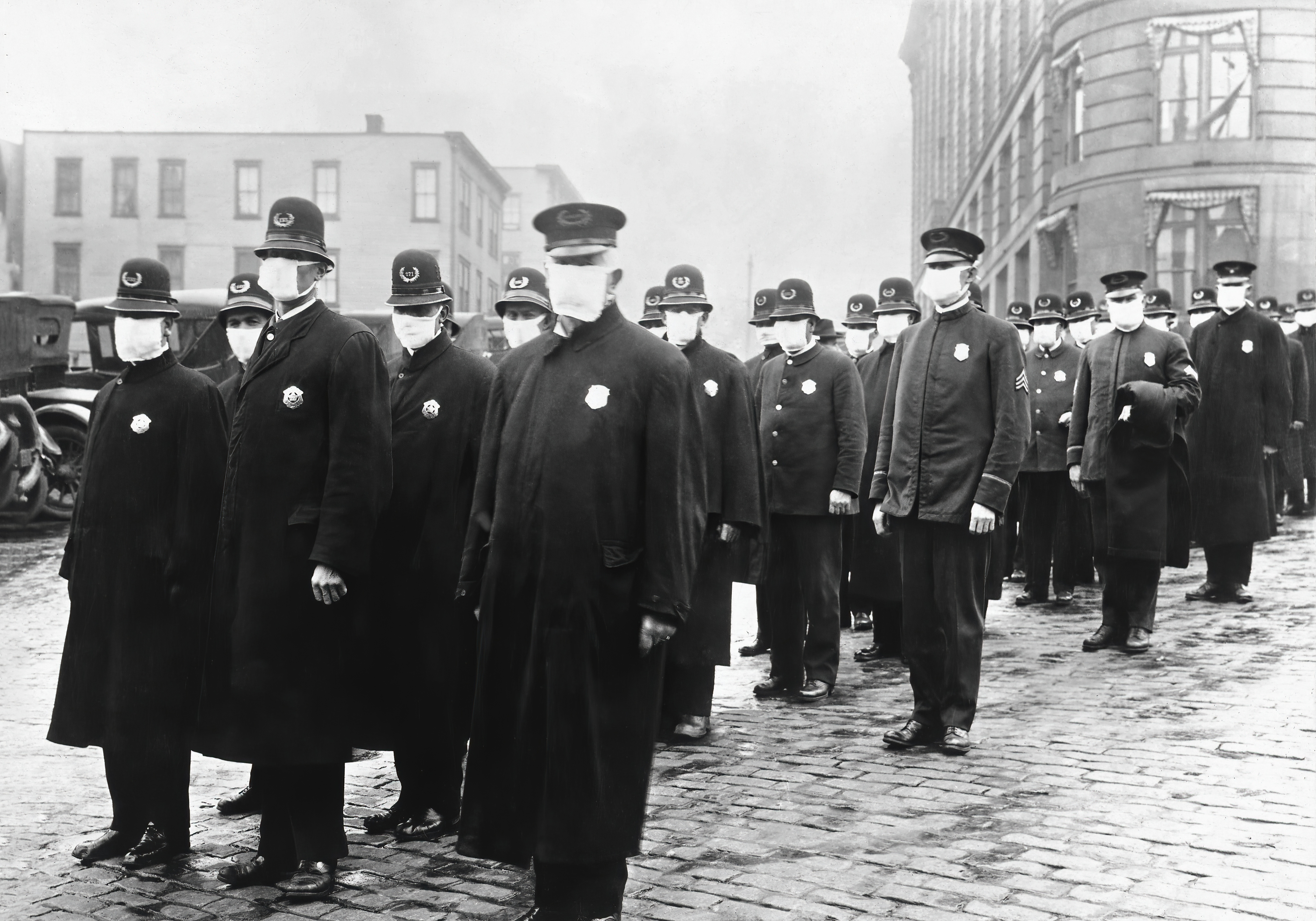
Polizisten in Seattle im Einsatz während der Spanischen Grippe, Dezember 1918

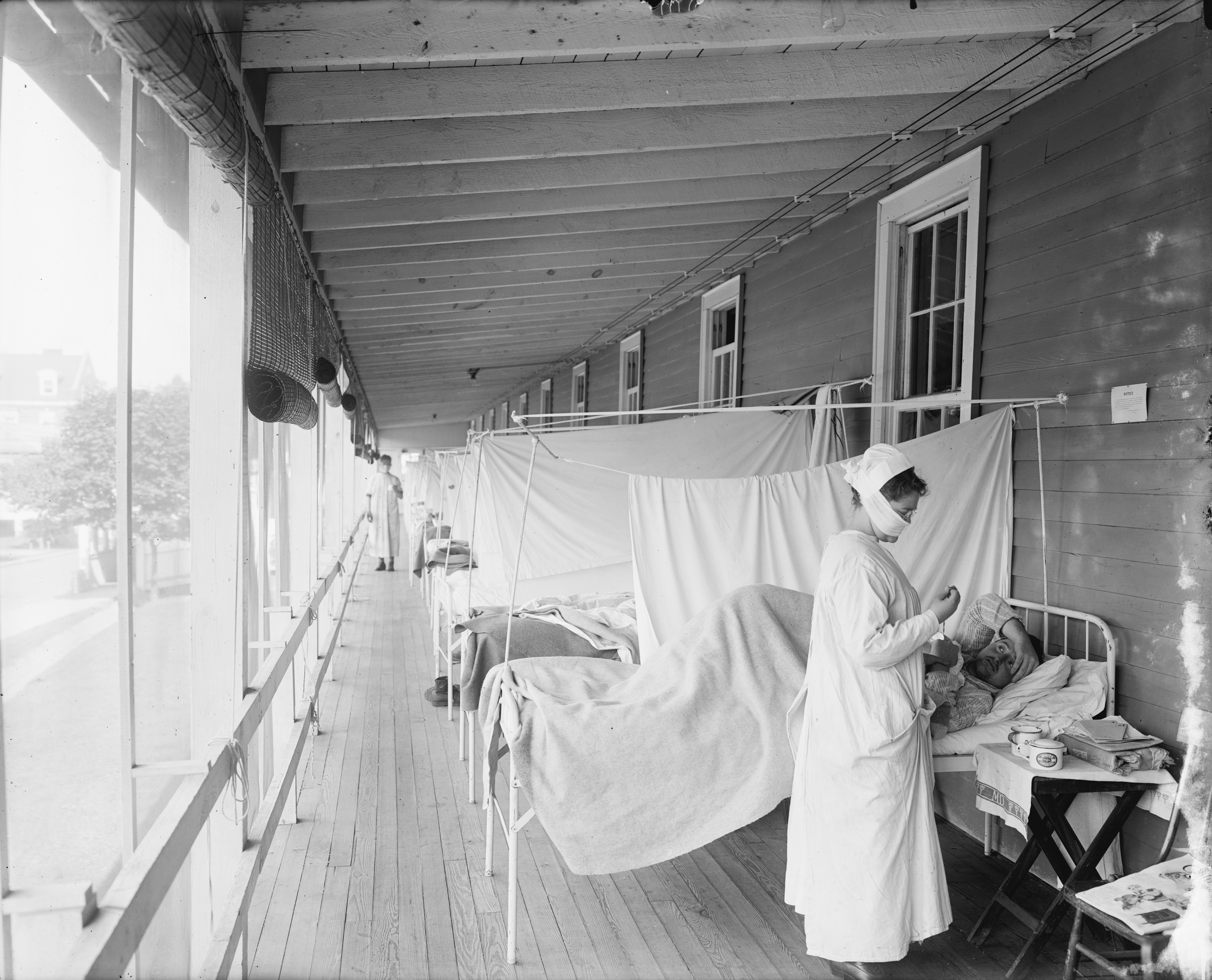
Versorgung von Grippeerkrankten im Walter Reed Hospital, Washington, D.C., 1918/1919

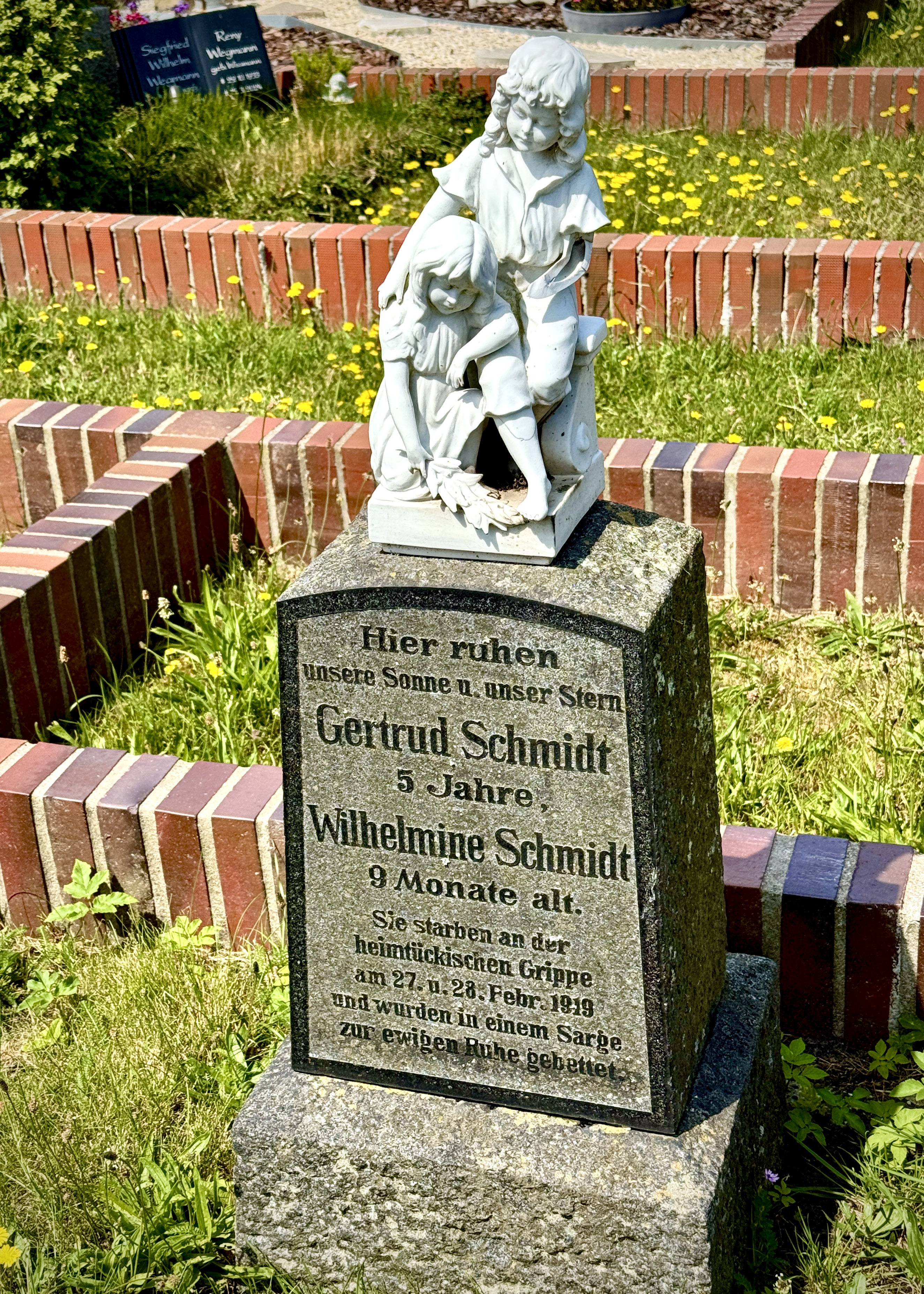
Grabstein von Opfern der Spanischen Grippe auf dem katholischen Friedhof der Insel Borkum

Die Spanische Grippe war eine Influenza-Pandemie, die durch einen ungewöhnlich virulenten Abkömmling des Influenzavirus (Subtyp A/H1N1) verursacht wurde und sich zwischen 1918 – gegen Ende des Ersten Weltkriegs – und 1920 in drei Wellen verbreitete und bei einer Weltbevölkerung von etwa 1,8 Milliarden laut WHO zwischen 20 Millionen und 50 Millionen Menschenleben forderte, Schätzungen reichen bis zu 100 Millionen.
Damit starben an der Spanischen Grippe mehr Menschen als im Ersten Weltkrieg durch Kriegshandlungen (ca. 17 Millionen Tote). Insgesamt sollen etwa 500 Millionen Menschen infiziert worden sein, was eine Letalität von 5 bis 10 Prozent ergibt, die damit deutlich höher lag als bei Erkrankungen durch andere Influenza-Erreger.
Eine Besonderheit der Spanischen Grippe war, dass ihr vor allem 20- bis 40-jährige Menschen erlagen, während Influenzaviren sonst besonders Kleinkinder und alte Menschen gefährden. Das ursprüngliche Erregerreservoir bildeten Wasservögel, eventuell in Rekombination mit Gensegmenten aus Schweine-Influenzaviren. Varianten des Subtyps A/H1N1 verursachten 1977/1978 den Ausbruch der Russischen Grippe und 2009 den der „Schweinegrippe“-Pandemie. Die Asiatische Grippe (1957) und die Hongkong-Grippe (1968) basierten zwar auf anderen Subtypen, der überwiegende Anteil der internen Gene stammt jedoch vom Virus der Spanischen Grippe, weswegen sie noch im Jahre 2006 als „Mutter aller Pandemien“ bezeichnet wurde.

## Die Bezeichnung „Spanische Grippe“

Satirische spanische Darstellung Ende September 1918: der Soldado de Nápoles liest in der Zeitung vom gutartigen Charakter der Krankheit und gleichzeitig, dass der Platz auf den Friedhöfen ausgeht

Der Name „Spanische Grippe“ entstand, nachdem die ersten Nachrichten über die Seuche aus Spanien gekommen waren; als neutrales Land hatte Spanien im Ersten Weltkrieg eine relativ liberale Zensur, sodass dort im Unterschied zu anderen betroffenen Ländern Berichte über das Ausmaß der Seuche nicht unterdrückt wurden. Die Nachrichtenagentur Reuters meldete am 27. Mai 1918, dass der spanische König Alfons XIII. erkrankt sei. Die Agencia Fabra kabelte an Reuters in London:

“A Strange Form Of Disease Of Epidemic Character Has Appeared In Madrid. The Epidemic Is Of A Mild Nature, No Deaths Having Been Reported”

„Eine merkwürdige Krankheit mit epidemischem Charakter ist in Madrid aufgetreten. Diese Epidemie verläuft harmlos, keine Todesfälle bisher gemeldet.“

Vollends „spanisch“ wurde die Influenza, als am 29. Juni 1918 der spanische Gesundheitsdirektor Martín Salazar verkündete, ihm lägen keine Berichte über eine vergleichbare Krankheit im übrigen Europa vor. Die internationale Presse gebrauchte ab Ende Juni 1918 zunehmend die Bezeichnung „Spanische Grippe“, was zudem von einigen kriegführenden Regierungen gefördert wurde, um die tatsächliche Verbreitung zu vertuschen.

### Spanien
In Spanien wurde die Krankheit zunächst Soldado de Nápoles (Soldat von Neapel) genannt, weil sie sich ähnlich schnell verbreitete wie ein damals sehr populäres Lied dieses Namens, das in Madrid am 1. März 1918 kurz vor dem Ausbruch der Pandemie erstmals in der Zarzuela La canción del olvido (dt.: Lied des Vergessens, Komponist: José Serrano Simeón) gesungen worden war. In zeitgenössischen spanischen Quellen tauchte die Bezeichnung Spanische Grippe nur auf, wenn die Autoren sich über diese Bezeichnung beklagten. Zeitgenössische spanische Beobachter nahmen wohl zu Recht an, dass der Erreger aus Frankreich eingeschleppt worden sei, da im Winter 1917/18 etwa 24.000 Spanier in Frankreich arbeiteten, von denen bis zum Ausbruch der Epidemie 9000 zurückgekehrt waren. Heute wird die Pandemie in Spanien meist als „Pandemia de gripe de 1918“ und selten als „Gripe española“ bezeichnet.

### USA und Großbritannien
Ungeachtet des irreführenden Namens nehmen die meisten Wissenschaftler heute an, dass die Pandemie ihren Ursprung in den USA hatte, was jedoch die Namensgebung nicht mehr beeinflusste. Die USA war 1918 in einem massiven Aufrüstungsprozess ihres vor dem Kriegseintritts kleinen Heeres. Eines dieser Ausbildungslager war Fort Riley in Kansas. 50.000 Mann wurden hier zur militärischen Ausbildung stationiert. Das war der Ort, an dem am 4. März ein Soldat mit Fieber auf die Krankenstation gebracht wurde. Innerhalb weniger Stunden erkrankten mehr als einhundert weitere Soldaten mit ähnlichen Symptomen. In den darauffolgenden Wochen stiegen die Fallzahlen weiter. Im April trafen weitere amerikanische Truppenkontingente in Europa ein und brachten das Virus mit sich. Die erste Welle der Pandemie war angekommen.
Die für jene Zeit noch untypische, kriegsbedingt erhöhte Mobilität begünstigte so die weltweite Ausbreitung. US-amerikanische Soldaten nannten sie three-day fever (Drei-Tage-Fieber) oder purple death (wegen der Hautverfärbungen), britische Soldaten bezeichneten sie als flu oder „flandrische Grippe“ wegen der Ansteckung in den Schützengräben Flanderns.

### Deutschland
In der deutschen Presse durfte zwar nicht über Erkrankungen an den Fronten berichtet werden, wohl aber ab Anfang Juni 1918 – auch auf den ersten Seiten der Zeitungen – über zivile Opfer. In Deutschland wurde sie gelegentlich „Blitzkatarrh“ oder „Flandern-Fieber“ genannt. Weitere Bezeichnungen waren Spanische Krankheit, Grippe, Lungenentzündung, Lungenpest.

### Frankreich
Französische Militärärzte sprachen zunächst verschleiernd von der maladie onze (Krankheit elf). Heute werden in aller Regel die Begriffe Grippe espagnole oder Pandémie grippale de 1918 verwendet.

### Schweiz
Auch in der Schweiz ist die Bezeichnung „Spanische Grippe“ bis heute üblich. Sie begann ab Juni 1918 zu grassieren und forderte sehr viele Opfer, gerade auch unter den Armeeangehörigen. In der Zeitung Berner Tagwacht vom 18. Juli 1918 war von einem „Massensterben in der Armee“ die Rede.

## Hypothesen zur geographischen Herkunft
Wo sich die Spanische Grippe zuerst manifestierte, ist nicht völlig gesichert. Dies ist weitgehend vor dem Hintergrund des Ersten Weltkrieges zu sehen. Bei den Kämpfen in Europa, vor allem an der Westfront, starben zu dieser Zeit wöchentlich tausende von Soldaten. Sowohl die Presse als auch die lokalen Gesundheitsbehörden konzentrierten sich daher wenig auf die ersten Grippefälle im Frühjahr 1918, zumal während der ersten Welle nur wenige Menschen der Krankheit erlagen.

### Propagandathesen
Im Rahmen der Kriegspropaganda spekulierte die alliierte Presse zu Beginn der Pandemie, dass die Infektion von deutschen U-Booten und von deutschen Kriegsgefangenen ausging oder sogar von Deutschland planmäßig ausgelöst wurde, beispielsweise über das deutsche Medikament Aspirin oder über vergiftete Fischkonserven. Ersteres wurde unter anderem mit Erkrankungen auf in Spanien internierten deutschen U-Booten untermauert, so auf dem in Cartagena liegenden U 39. Die New York Times forderte, die Pandemie in „Deutsche Grippe“ umzunennen. Da Deutschland 1915 die Kriegsführung mit Giftgas begonnen hatte, wurde zudem der Verdacht formuliert, dass es nunmehr auch die biologische Kriegsführung eingeleitet habe und die „Mikroben“ planmäßig freisetze. Als Ende Juni 1918 klar wurde, dass auch deutsche Truppen zeitverzögert von der Pandemie betroffen waren, verebbten diese Thesen.

### Möglicher Ausgangspunkt China
Abgesehen von den Propagandathesen wurde zunächst der Herkunftsort in China vermutet. In Harbin war im Oktober 1910 eine Epidemie ausgebrochen, deren Symptome jenen der Spanischen Grippe ähnelten, wie schon 1918 auffiel. Im Dezember 1917 kam es im nördlichen China zum Ausbruch einer weiteren Atemwegserkrankung mit wiederum ähnlichen Symptomen, die bis April 1918 dauerte und etwa 16 000 Todesopfer forderte. Seit Ende 1916 entsandte China mit dem Chinese Labour Corps (CLC) Arbeitskräfte für die Alliierten nach Europa, insgesamt etwa 185 000 Mann. Das CLC wurde überwiegend in den vom zweiten Ausbruch betroffenen Provinzen Hebei, Hopei und Shanxi rekrutiert, im britisch-ostchinesischen Pachtgebiet Weihaiwei in Barackenlagern konzentriert und zumeist über den Pazifik nach Kanada, mit der Eisenbahn zur kanadischen Ostküste nach Halifax oder später nach New York und von dort nach Frankreich verbracht. Sowohl unter den Soldaten, die auf Vancouver Island die Chinesen bewachten, wie auch beim CLC selbst wurden gehäuft Symptome eines grippeähnlichen Infekts beobachtet, auch tödliche Pneumonien traten auf. 1918 befanden sich in der Region Nord-Pas de Calais 17 Lager, die bis zu 96.000 Mann umfassten. Das Hauptquartier des CLC befand sich in Noyelles-sur-Mer, die Hauptlager in Boulogne-sur-Mer, Wimereux und Etaples, wo die Chinesen das Entladen der britischen Schiffe vornahmen. Mehr als Indizien kann diese Theorie jedoch nicht liefern, vor allem da nicht geklärt werden konnte, was für eine Krankheit Ende 1917 in Shanxi ausbrach. Abgesehen davon spricht die zunächst relativ geringe Opferzahl im CLC gegen diese Ursprungshypothese, die sich erst nach jener der nahe stationierten alliierten Soldaten erhöhte.

### Möglicher Ausgangspunkt Nordfrankreich
Eine weitere Theorie besagt, dass die Epidemie ursprünglich in einem sehr großen Truppenlager bei der französischen Stadt Étaples ausbrach, in dem sich täglich gut 100 000 Menschen aufhielten, darunter Chinesen des CLC. Im Dezember 1916 grassierte in diesem Lager eine Influenza, die ähnlich in den Militärbasen von Rouen und Aldershot beobachtet wurde. Die Ärzte sprachen seinerzeit von „purulenter Bronchitis“, bei Autopsien fanden sie ähnliche Befunde wie später bei der Spanischen Grippe. Die Verzögerung bis zum Ausbruch der eigentlichen Pandemie könne damit erklärt werden, dass das damalige Virus im Rahmen kleiner, begrenzter Epidemien überdauert und in diesem Zeitraum durch molekulare Veränderungen seine hohe Virulenz entwickelt habe.

### Wahrscheinlicher Ausgangspunkt Vereinigte Staaten
Die dritte, derzeit wahrscheinlichste These besagt, dass es im Januar 1918 zu den ersten virulenten Grippeausbrüchen in den USA kam und sie von dort aus durch Truppenbewegungen – die American Expeditionary Forces in Europa wurden gerade zu dieser Zeit massiv verstärkt – weltweit verbreitet wurde. Sie ist schon in den 1940er Jahren durch den australischen Medizin-Nobelpreisträger Frank Macfarlane Burnet aufgestellt und später vom US-amerikanischen Historiker Alfred W. Crosby umfangreich belegt worden. Auch die Untersuchungen des Evolutionsbiologen Michael Worobey unterstützen inzwischen diese These: Sieben von acht Genen des Virus haben eine große Ähnlichkeit mit Influenzagenen, die man bei Vögeln in Nordamerika fand. Zudem konnte eine genetische Verbindung zur u. a. 1872 in den USA grassierenden Pferdeinfluenza ausgemacht werden, wozu Berichte über eine sich gleichzeitig zur Spanischen Grippe ausbreitende Pferdegrippe in den Kavallerieställen der kriegsführenden Armeen passen.

## Krankheitsverlauf/Symptome

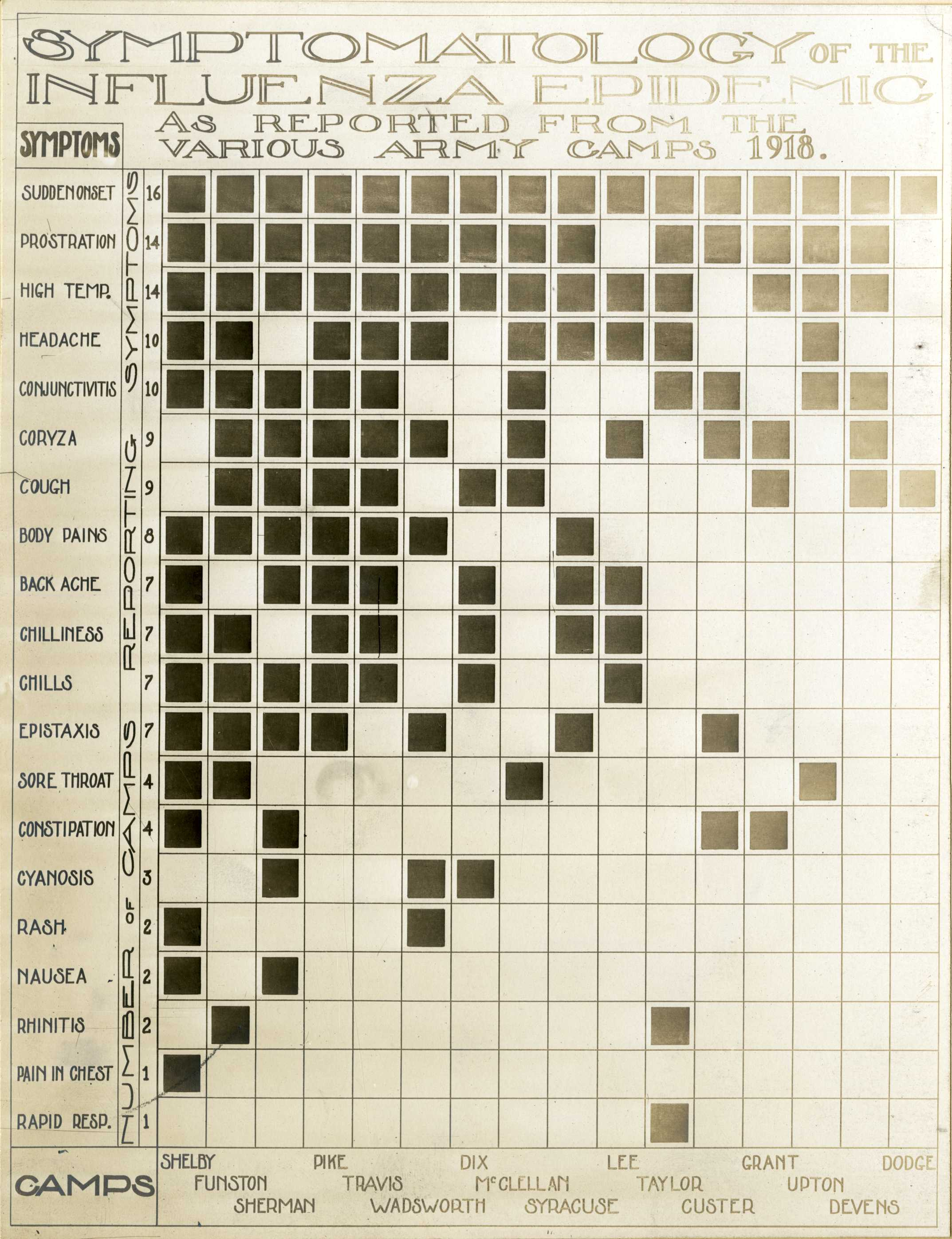
Häufige Symptome in amerikanischen Militärcamps: plötzlicher Ausbruch, Erschöpfung, Fieber, Kopfschmerzen, Bindehautentzündung, Schnupfen, Husten, Körperschmerzen, Rückenschmerzen, Kältegefühl, Schüttelfrost, Nasenbluten, Halsschmerzen, Verstopfung, Zyanose, Ausschlag, Übelkeit/Brechreiz, Rhinitis, Schmerzen im Brustkorb, Atembeschleunigung

Die wichtigsten spezifischen Symptome ähnelten jenen anderer Influenza-Erkrankungen:
- plötzlicher Krankheitsbeginn,
- ausgeprägtes Krankheitsgefühl im ganzen Körper: Kopfschmerzen und Gliederschmerzen, Rücken- und Kreuzschmerzen, Müdigkeit und Abgeschlagenheit, Antriebsschwäche, Unfähigkeit zur Konzentration, Lustlosigkeit,
- mitunter Frösteln oder Schüttelfrost,
- trockener Husten, quälender Reiz- oder Krampfhusten, mitunter starke Reizungen im Hals- und Rachenbereich.
- Darauf folgend Fieber, über ein oder zwei Tage hinweg Temperaturanstieg auf über 40 °C.
- Reduzierte Herzfrequenz auf 60 in der Minute oder weniger.
- Krankheitsdauer im Durchschnitt drei, seltener fünf oder mehr Tage.
- In schweren Fällen trat eine Lungenentzündung in Form einer Primärpneumonie durch die Grippeviren beziehungsweise in Form einer Sekundärpneumonie durch bakterielle Superinfektionen ein, mitunter begleitet von sich schnell entwickelndem hämorrhagischen Fieber und einer bläulich-schwarzen Verfärbung (Zyanose) der Haut, die vom Mangel an Sauerstoff rührte.
- Der Tod trat in der Regel am achten oder neunten Krankheitstag ein, Ursache war zumeist die bakterielle Sekundärinfektion.[35]

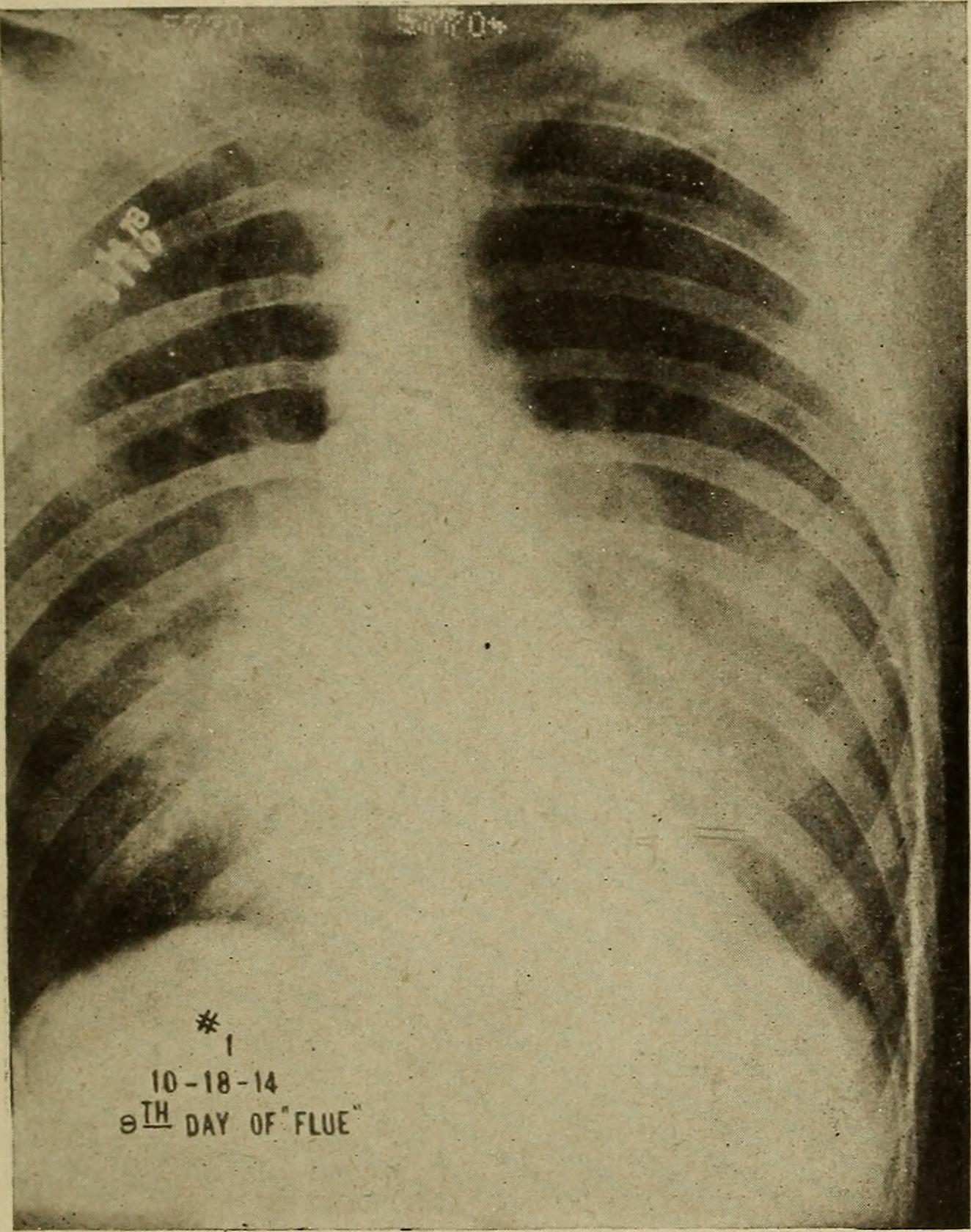
Thoraxröntgenaufnahme einer hämorrhagischen Lungenentzündung am achten Tag nach Grippeausbruch, 1918

Obduktionen zeigten, dass bei den Grippetoten häufig die Atemwege befallen waren, gelegentlich auch das Mediastinum. Entzündungsherde fanden sich innerhalb der Lungen zumeist in den Unterlappen, bei vielen war die Pleurahöhle vereitert. Die Milz war oft vergrößert, seltener die Leber, sie und die Nieren wiesen mitunter Schädigungen, die Hirnhäute oft Reizungen auf.
Im Rahmen einer Studie an der Universität Zürich wurden 411 Autopsieberichte zur spanischen Grippe ausgewertet: In keinem Bericht werden sichtbare Blutgerinnsel erwähnt, was die Autoren als wesentlichen Unterschied zu COVID-19 herausstellen: in 36 Prozent der 75 bisher publizierten COVID-19-Autopsien werden eine Lungenarterien-Thrombose, bzw. eine Lungenembolie angegeben, obwohl diese Patienten eine Thrombose-Prophylaxe erhielten.
Die Diagnose war nicht immer einfach, da die beobachteten Symptome abwichen, so litten manche Patienten vor allem unter Gliederschmerzen. Aufgrund der starken Schüttelfröste vieler Patienten tippten spanische Ärzte zunächst auf Malaria oder Typhus abdominalis.
Überlebende waren oft Wochen von starker Müdigkeit und chronischer Erschöpfung gezeichnet, nicht selten traten auch Depressionen als Folgeerscheinung auf. Wer eine Lungenentzündung überlebte, dem stand nicht selten eine langwierige und mühsame Rekonvaleszenz bevor.
Als Folge der Influenza-Infektion litten viele Menschen für den Rest ihres Lebens an neurologischen Funktionsstörungen, so beschrieben Pathologen wiederholt die Encephalitis haemorrhagica acuta, seinerzeit Flohstich-Enzephalitis genannt, und deren Folgen. Weiterhin wurde eine nennenswerte Häufung von Fällen der Encephalitis lethargica beobachtet. Hierbei handelt es sich um eine Form der Gehirnentzündung, die Lethargie, unkontrollierte Schlafanfälle und eine temporäre, der Parkinson-Krankheit ähnliche Störung sowie in manchen Fällen einen dauerhaften postenzephalitischen Parkinsonismus auslöste. Ein direkter Zusammenhang der Encephalitis lethargica mit der Spanischen Grippe ist jedoch nicht bewiesen worden; in von McCall et al. im Jahre 2001 sowie Lo et al. 2003 untersuchten Gewebeproben fanden sich keine Hinweise auf das Influenza-Virus.

## Ausbreitung und Verlauf der Pandemie

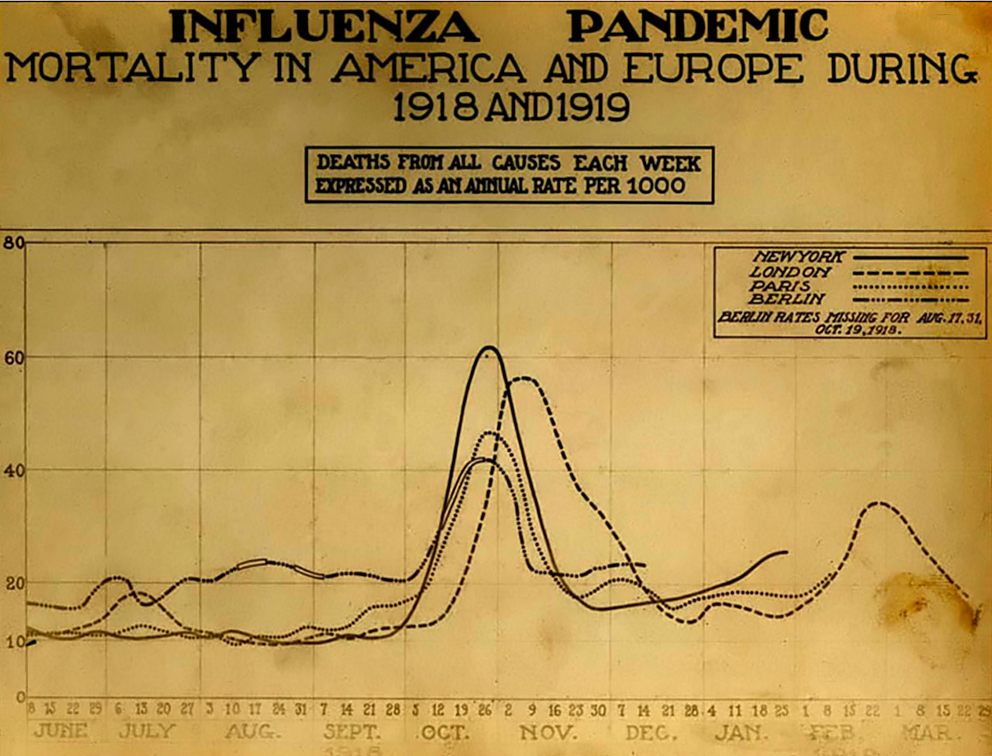
Anstieg der Todesraten in den Städten New York, Berlin, Paris und London (Ausstellungsstück im Museum of Health & Medicine, Washington)

Die Übertragungswege entsprachen jenen der Influenza im Allgemeinen, das Virus drang vor allem im Rahmen einer Tröpfchen- und Kontaktinfektion über die Schleimhäute der Atemwege, des Mundes und der Augen in den Körper ein. Analoges gilt für die Umweltstabilität des Virus, erst bei Temperaturen oberhalb von 22 °C verringert sich diese deutlich, es ist empfindlich gegenüber Detergentien und organischen Lösemitteln.
Die Spanische Grippe trat in drei Wellen auf: im Frühjahr 1918, im Herbst 1918 und in vielen Teilen der Welt noch einmal im Frühjahr 1919. Die erste Ausbreitungswelle im Frühjahr 1918 wies keine merklich erhöhte Todesrate auf. Erst die Herbstwelle 1918 und die spätere, dritte Welle im Frühjahr 1919 waren mit einer außergewöhnlich hohen Letalität verbunden. Zum Höhepunkt der „Herbstwelle“ schätzten die preußischen und die Schweizer Gesundheitsbehörden, dass zwei von drei Bürgern erkrankt waren.
Ab Herbst/Winter 1918 starben weltweit zwischen 20 Millionen und 50 Millionen Menschen, Vermutungen reichen bis zu 100 Millionen. Damit starben an der Spanischen Grippe mehr Personen als im Ersten Weltkrieg (17 Millionen).
Die Weltbevölkerung belief sich damals auf etwa 1,8 Milliarden, somit büßte sie etwa eineinhalb bis 2,8 Prozent ein. Grob verallgemeinernd war die Grippesterblichkeit in hoch industrialisierten Ländern am niedrigsten und lag bei etwa 0,5 Prozent, in den USA als Ausgangspunkt bei mehr als 0,6 Prozent. In den wirtschaftlich weniger entwickelten Ländern in Europa oder außerhalb lag die Sterblichkeit meist über ein Prozent, beispielsweise in Mexiko bei über drei Prozent. In Italien gab es Regionen mit extrem hohen Mortalitätsraten, so vor allem die Regionen Latium, Kalabrien und Emilia. Am meisten betroffen waren Nationen, die einen hohen Anteil an Ureinwohnern aufwiesen. Auf einigen kleinen Inseln im Pazifik starben mehr als 20 Prozent der Einwohner. Nur sehr kleine, isolierte Inseln wie St. Helena entgingen der Pandemie gänzlich.
Die genaue Zahl der an der Grippe Verstorbenen lässt sich nicht mehr ermitteln, da auch entlegene Regionen davon betroffen waren und in Ländern wie etwa Russland aufgrund der Nachkriegs- und Bürgerkriegswirren die Zahl nicht zuverlässig erfasst wurde. Die US-amerikanische Armee verlor etwa so viele Infanterie-Soldaten durch die Grippe wie durch die Kampfhandlungen während des Ersten Weltkrieges. In den USA starben etwa 675.000, im Deutschen Reich etwa 300.000 Menschen. Allein in Indien sollen 17 bis 20 Mio. Menschen an der Spanischen Grippe gestorben sein, was durch die nachfolgende Volkszählung von 1921 gut belegt erscheint.
Die Zeitspanne von nur einem Jahr für das Auftreten von drei pandemischen Wellen ist eine Besonderheit der Spanischen Grippe. Bei anderen Influenza-Pandemien, wie 1889/90, wurden Abstände von acht bis neun Monaten zwischen den einzelnen Wellen beobachtet. Die Ursache dieser „komprimierten“ Wellen ist unklar. Zahlreiche anekdotische Berichte sowie statistische Daten aus Spanien weisen darauf hin, dass Menschen, die während der ersten Welle erkrankt waren, in der zweiten Welle einen relativen Schutz gegen eine erneute Erkrankung genossen.
Die Letalität dieser Form des Influenzavirus bleibt unklar, da es keine exakten Daten zur Zahl der Erkrankten gibt; sie wird höher als 2,5 Prozent vermutet. Andere Influenza-Pandemien weisen eine Letalität unter 0,1 Prozent auf.
Die Basisreproduktionszahl der Epidemie lag bei 2 bis 3.

## Drei Wellen

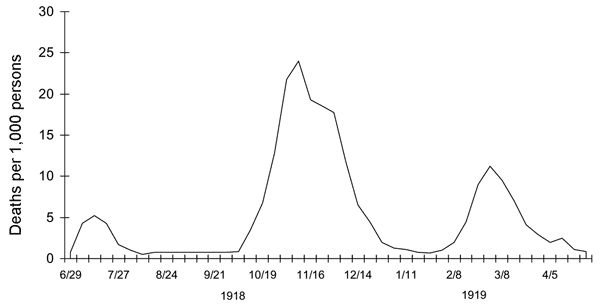
Die drei Wellen in Großbritannien, annualisierte Mortalität von Juni 1918 bis Mai 1919 (Skalierung horizontale Achse: 6/29 entspricht dem 29. Juni 1918 etc.)

### Erste Welle (Frühjahr und Sommer 1918)

#### Ausbruch

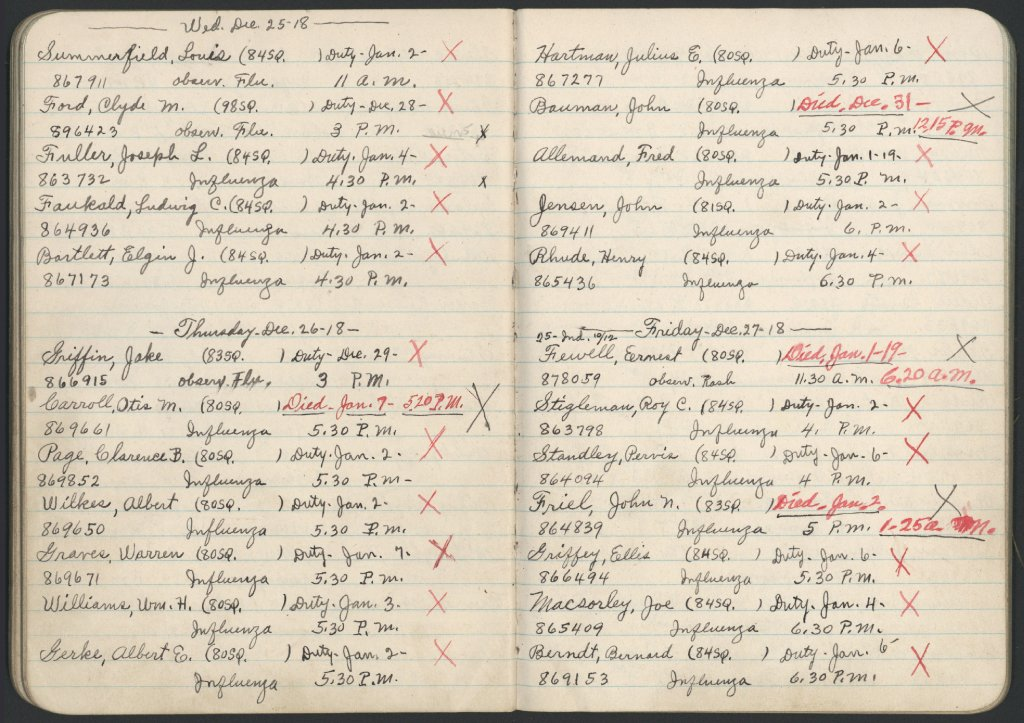
Patientenbuch des „South Beach“-Krankenhauses in Washington, 25. bis 27. Dezember 1918: von 25 aufgenommenen Patienten waren 21 an Spanischer Grippe („Influenza“) erkrankt, vier starben

Die Grippewelle nahm wahrscheinlich in Haskell County im US-Bundesstaat Kansas ihren Ausgang. Zum Jahresanfang 1918 behandelte dort der Landarzt Loring Miner zahlreiche Patienten, deren Grippesymptome das bisher Bekannte an Heftigkeit erheblich übertrafen. Den Krankheitsverlauf schilderte Miner als rasend schnell und gelegentlich tödlich. Im Lokalblatt Santa Fe Monitor war schon Mitte Februar die Rede von verbreiteten Lungenentzündungen und wenige Tage später darüber, dass „fast jeder im Land Grippe oder Pneumonie hat“. Miner war über diesen Krankheitsausbruch so beunruhigt, dass er sich an den United States Public Health Service (PHS) wandte, wo man jedoch auf seine Bitte um Unterstützung nicht reagierte. Die Meldung einer Grippeform mit ungewöhnlich heftigem Verlauf fand jedoch am 5. April 1918 Niederschlag in den Public Health Reports des PHS: „Am 30. März wurde aus Haskell, Kansas, das Vorkommen von 18 Influenzafällen schweren Typs berichtet, von denen 3 Tote die Folge waren“. Dank dieses Berichts konnte die Medizingeschichte einen möglichen Ansteckungsverlauf rekonstruieren. Belegt ist, dass mindestens drei Personen aus Haskell County Ende Februar in das US-Army-Ausbildungslager Camp Funston eingezogen wurden. Am 4. März erkrankte der Küchenunteroffizier (mess sergeant) Albert Gitchell an der Grippe. Er litt unter Halsschmerzen, Fieber und Kopfschmerzen, den typischen Anzeichen einer Grippe.
Hunderte weitere Soldaten zeigten dieselben Symptome und füllten innerhalb von wenigen Stunden das Notlazarett. Gitchell war nicht der erste Patient, den die Spanische Grippe infiziert hatte, aber der erste, der registriert wurde. Er gilt deshalb als Patient Null, auch wenn zu diesem Zeitpunkt die Erkrankung schon New York erreicht hatte und in der US-Armee schon seit Dezember 1917 deutlich erhöhte Sterberaten bei Atemwegserkrankungen ausgewiesen wurden.
Drei Wochen später waren in dem Ausbildungslager, in dem sich durchschnittlich 56.000 Rekruten befanden, 1.100 Schwerkranke und 38 Todesfälle zu beklagen. Die Soldaten bezeichneten die Erkrankung als three-day fever oder knock-me-down fever. Von dem zur Militärbasis Fort Riley gehörenden Ausbildungslager breitete sich die Krankheit sehr schnell weiter aus.

#### Verbreitung

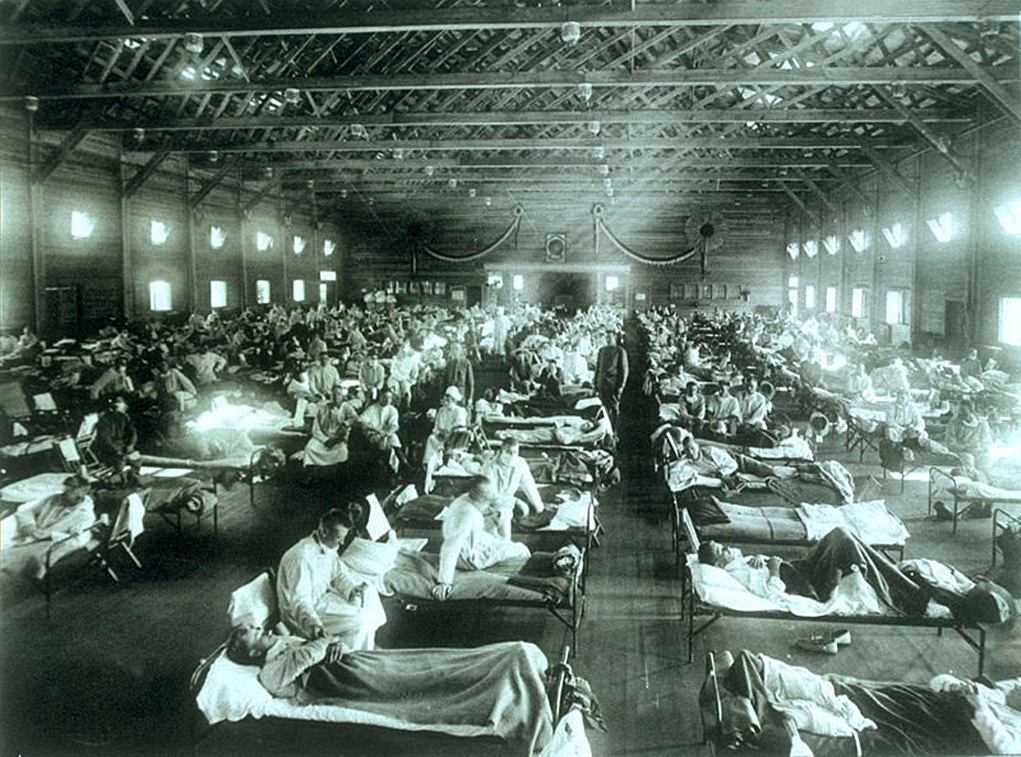
Militär-Notfallkrankenhaus während der Spanischen Grippe in Kansas, 1918 oder 1919

Mitte März kam es in weiteren Militärcamps zu Ausbrüchen, so im Camp Forrest in Tullahoma (Tennessee) und im Fort Oglethorpe (Georgia). Die Krankheit griff ausgehend von den Lagern auf die Zivilbevölkerung über. Von den 1.900 Insassen im kalifornischen Gefängnis San Quentin erkrankten an die 500. Die mit lebensbedrohenden Pneumonien einhergehenden Grippeausbrüche erfassten schnell das ganze Land, in den großen Städten der Atlantikküste stieg die Influenzasterblichkeit merklich an, teilweise noch vor den markanten Ausbrüchen in den Militärlagern. So starb schon am 1. Februar 1918 in New York der bekannte Stummfilmschauspieler Joseph Kaufmann, im April seine Eltern.
Vom Zeitpunkt des Ausbruchs der Grippe in Kansas bis August 1918 trafen mehr als eine Million amerikanische Soldaten in Europa ein, einen derartig regen Verkehr zwischen Neuer und Alter Welt hatte es zuvor nie gegeben. Der Erste Weltkrieg beschleunigte so die weltweite Ausbreitung. Anderseits könnten die britische Seeblockade Deutschlands und der Sperrriegel der Westfront die Verbreitung nach Deutschland abgebremst haben. Zudem war innerhalb Europas die Mobilität durch den Krieg vor allem zwischen Deutschland und Frankreich stark eingeschränkt, was die Ausbreitung der Epidemie von Westen nach Osten jedoch nicht abbremste. Mögliche Erklärungen sind unter anderem die Verbreitung über neutrale Staaten wie die damals stark betroffene Schweiz, durch Nahkampf, Kriegsgefangene und Plünderung von alliierten Gefallenen oder durch Luftströme zu den damals oft nur wenige Dutzend Meter auseinanderliegenden Frontlinien.
Mit US-Truppentransportschiffen gelangte die Krankheit offenbar nach Frankreich. Für Anfang April 1918 sind Grippeerkrankungen aus der französischen Hafenstadt Brest belegt, von wo sie sich sowohl in der Zivilbevölkerung als auch unter den Soldaten ausbreitete. In den französischen Lazaretten wurden die ersten grippeerkrankten Soldaten am 10. April eingeliefert. Ende April hatte die Grippewelle Paris erreicht. In den ersten zwei Wochen im Mai 1918 meldete die britische Marine über 10.000 Krankheitsfälle und sah sich außerstande, auszulaufen.
Im deutschsprachigen Raum wurde spätestens im Mai 1918 über die neuartige Krankheit berichtet.

„Das Geheimnis der neuen Krankheit, die einen so beträchtlichen Prozentsatz der spanischen Bevölkerung ergriffen haben soll, ist, wie uns von ärztlicher Seite erklärt wird, in der vorliegenden Mitteilung viel zu unklar bezeichnet, um einen Schluss in medizinischer Hinsicht zu gestatten. Es scheint nur der epidemische Charakter festzustehen, darauf weist die große Zahl der Erkrankungen ebenso wie die rasche Verbreitung hin. Die Symptome der Erkrankung sind aber nicht einmal angedeutet. Vielleicht handelt es sich um eine Influenza-Epidemie, eine bekannte Frühjahrskrankheit auch in unsrer Gegend. Diese auch unter dem Namen ‚Grippe‘ bekannte Erkrankung kann mehr oder minder heftig epidemisch oder endemisch auftreten, wie dies ja vor mehr als einem Jahrzehnt auch in Wien und einzelnen Gebieten Österreichs der Fall war.“

„Das Wolffsche Bureau meldet: Es ist auffallend, wie hoch die Zahl der Todesfälle infolge von Krankheit in der amerikanischen Armee ist. Sie soll die Zahl der im Felde Gefallenen um mehr als das Dreifache übersteigen. In etwa drei Vierteln der Krankheitsfälle wird als Todesursache Lungenentzündung angegeben. Auch unter den in Amerika befindlichen Truppen sind nach ‚New York World‘ vom 25. April Todesfälle infolge von Influenza und Lungenentzündung äußerst häufig. So wurden in der zweiten Woche des Monats April 285, in der dritten Woche desselben Monats 278 Todesfälle durch Krankheit gemeldet.“

Am 6. Juni 1918 wurde die Grippe erstmals bei den deutschen Truppen im Frontbereich an der Ailette bemerkt: „… die bisher nur bei den Vertragsmächten [Alliierten] aufgetretenen Massenerkrankungen an Grippe [beginnen] auch auf die deutschen Truppen überzugreifen.“ Schon eine Woche später war das gesamte deutsche Westheer betroffen, nur zwei Wochen später griff sie auf ganz Deutschland über, so hatte sie beispielsweise Nürnberg am 28. Juni erreicht.
Im Juni wurden zahlreiche Fälle aus Indien, China, Neuseeland und den Philippinen gemeldet. Im Hafen von Manila erkrankten über zwei Drittel der Dockarbeiter, so dass Schiffe nicht mehr entladen werden konnten. Die weltweite Ausbreitung wurde durch Migration, Truppenbewegungen, Handel und den Kolonialismus beschleunigt.
Dänemark und Norwegen waren vor allem im Juli betroffen; in den Niederlanden und in Schweden war der Höhepunkt der ersten Grippewelle im August. In Australien erkrankten 30 Prozent der Bevölkerung Sydneys im September an der Grippe.
Am 13. Juli 1918 erschien in der Ausgabe des britischen Medizinjournals The Lancet ein Artikel, in dem drei Ärzte spekulierten, dass es sich bei der aktuellen Epidemie möglicherweise nicht um Grippe handelte, weil der Verlauf so kurz und sehr häufig auch komplikationslos verlief. Ihnen war offenbar zu dem Zeitpunkt noch unbekannt, dass es bereits auffällige Ausnahmen von dem weitgehend harmlosen Verlauf gab. Ende Mai 1918 starben in einem kleinen französischen Militärlager fast fünf Prozent der dort stationierten Soldaten an der Grippe bzw. ihren Folgen. In Louisville, Kentucky, tauchte bereits das Muster auf, das aus heutiger Sicht eines der charakteristischen Merkmale der Spanischen Grippe ist: Gut 40 Prozent der Todesopfer gehörten der Altersgruppe der 20- bis 35-Jährigen an.
Die Grippewelle war zwar nicht kriegsentscheidend, schwächte aber die in vielerlei Hinsicht schwer angeschlagenen deutschen Truppen weiter und kann als ein Beschleuniger der Niederlage angesehen werden. Die Deutsche Frühjahrsoffensive 1918 lief sich fest und die letzte deutsche Offensive brachte nach einem Gegenangriff am 18. Juli 1918 die endgültige Kriegswende zugunsten der Alliierten. Ernst Jünger schrieb in den Stahlgewittern zur Lage an der deutschen Front im Juli 1918: „Gerade die jungen Leute starben über Nacht weg.“ Der deutsche General Erich Ludendorff, de facto Chef der Obersten Heeresleitung, führte in seinen Kriegserinnerungen für den 13. Juni 1918 an, dass – neben der schlechten Versorgungslage – die Grippeausfälle in der Truppe ein ernstes Problem gewesen seien.

### Zweite Welle („Herbstwelle“ 1918)

#### Ausbruch

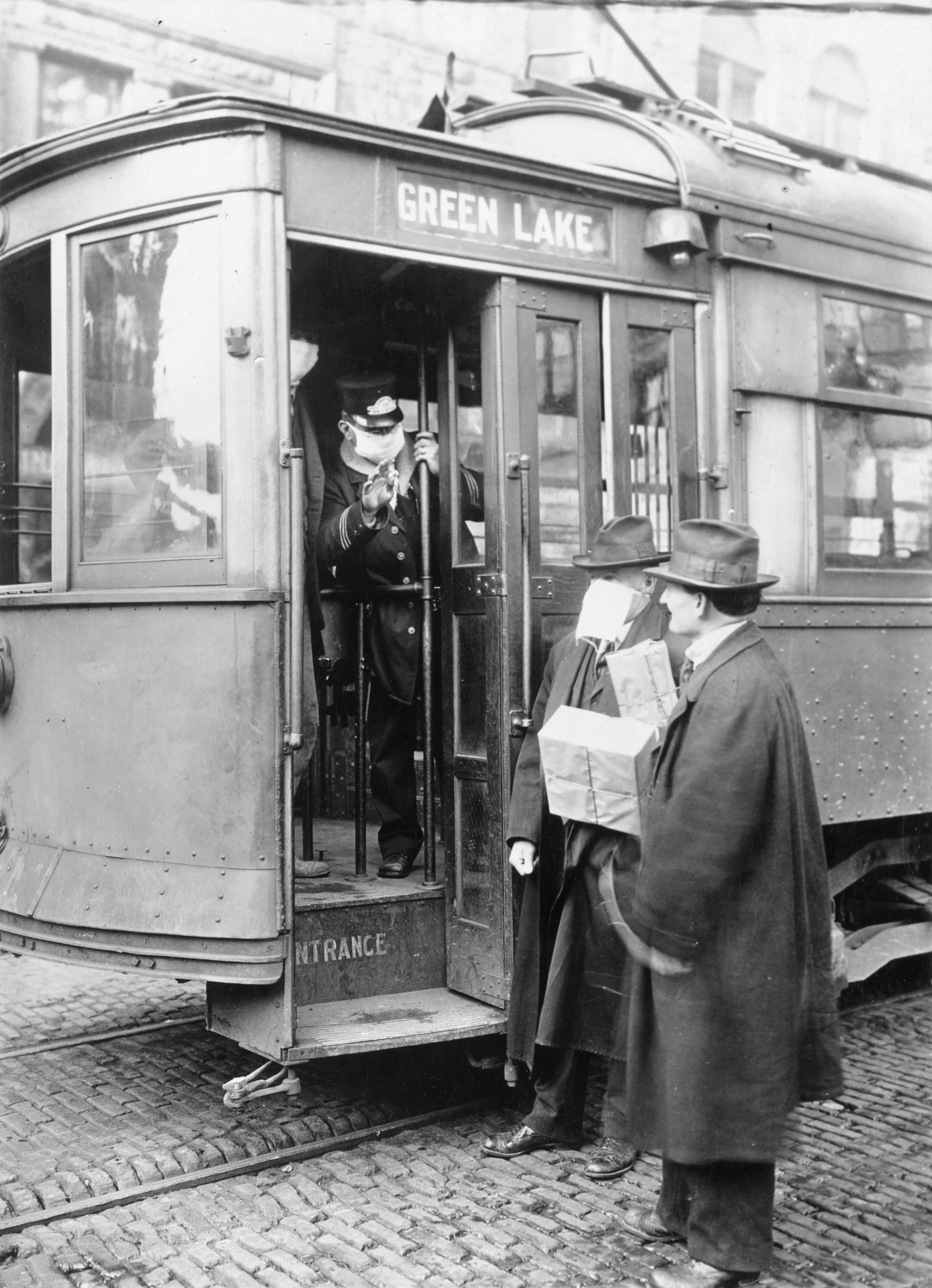
Ein Schaffner verweigert Fahrgästen ohne Schutzmaske die Mitfahrt (Seattle, 1918)

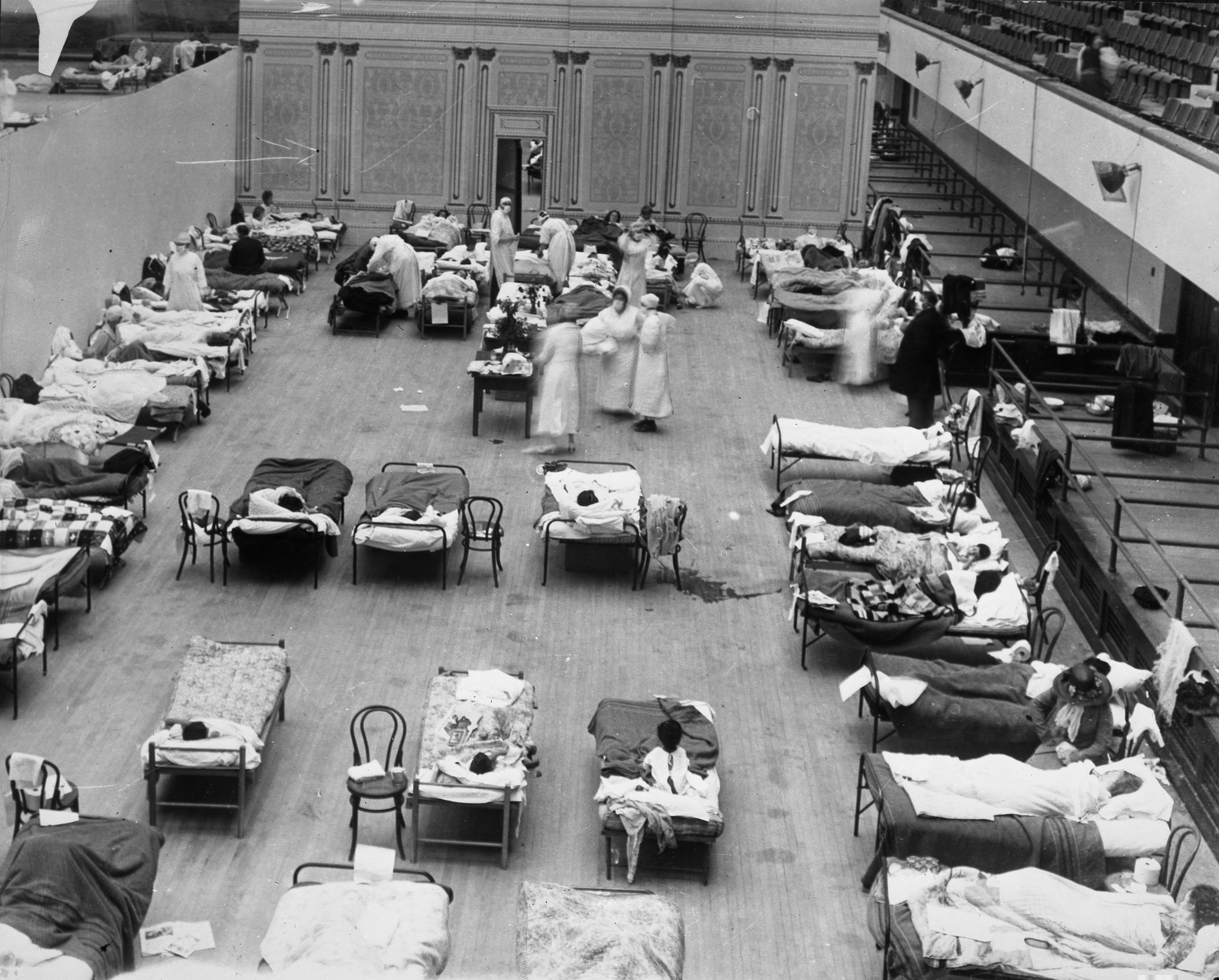
Behelfsmäßiges Krankenhaus für Grippeerkrankte in Oakland, 1918

Der Beginn der Herbstwelle lässt sich in etwa auf die zweite Augusthälfte des Jahres 1918 datieren. Das Virus hatte zwischen Frühling und Herbst eine kleine, aber folgenreiche Veränderung durchlaufen: Es war nicht mehr so gut an Vögel, aber deutlich besser an Menschen adaptiert. Eventuell brach die Grippe erstmals auf dem norwegischen Frachter Bergensfjord aus, der am 12. August 1918 mit 200 erkrankten Besatzungsmitgliedern in Brooklyn anlegte. Zuvor waren bereits vier an Bord Verstorbene der See übergeben worden. Es folgten mehr oder weniger gleichzeitig Ausbrüche in vier Hafenstädten: Boston in den USA, Brest (22. August) an der französischen Atlantikküste, Dakar im Senegal und Freetown, die Hauptstadt der damaligen britischen Kolonie Sierra Leone in Westafrika. Der Ausbruch in Freetown fällt zeitlich mit dem Einlaufen des zum Hilfskreuzer umgebauten britischen Passagierschiffes HMS Mantua am 15. August zusammen, jener in Dakar mit dem Einlaufen der HMS Ebro am 19. August. Zuvor war auf beiden Schiffen die Grippe ausgebrochen. Bis Ende September waren zwei Drittel der Einwohner Freetowns an der Grippe erkrankt. Auf einhundert Erkrankte kamen drei Todesopfer. Da die Krankheit nach übereinstimmenden Berichten rund um den Atlantik jeweils bei Schiffsankünften ausbrach, gewann man zeitgenössisch den Eindruck, dass sich die neue Welle der Grippe auf dem Meer zusammengebraut habe.
In Boston war die Spanische Grippe mit dem aggressiveren Krankheitsverlauf das erste Mal am 27. August unter Marinesoldaten aufgetreten. Der erste zivile Erkrankte wurde am 3. September ins Boston City Hospital eingeliefert. Gut dokumentiert ist der Verlauf der Krankheit in der Militärbasis Camp Devens, die nur dreißig Kilometer westlich von Boston lag. Von den 45.000 dort stationierten Personen waren 14 Tage nach dem ersten Auftreten der Grippe 28 % erkrankt. Es starben weniger als 2 %.
In zahllosen Lazaretten und Krankenhäusern weltweit fehlte es an Pflegepersonal und Platz für Krankenbetten. Frisches Bettzeug war Mangelware, sodass die Kranken in schmutzigen und blutbefleckten Laken lagen. Die Toten stapelten sich in den Gängen der Leichenhalle, und man kam mit ihrer Beerdigung kaum nach.
In dem Versuch, die Krankheit einzudämmen, versuchten leitende Militärärzte zu erreichen, dass nur die notwendigsten Schiffsbewegungen zugelassen wurden. Vor dem Ablegen aus dem Hafen sollten die Schiffe eine Quarantäne durchlaufen, um zu verhindern, dass Kranke an Bord waren. Den Militärärzten gelang es jedoch nicht, diese Maßnahme durchzusetzen. Sie erhielten weder durch den Surgeon General of the United States Rupert Blue, der dem U.S. Public Health Service vorstand, noch durch ihre eigene Organisation ausreichende Unterstützung. Das US-amerikanische Militär wehrte sich erfolgreich gegen diese Maßnahme, da die in Europa kämpfenden Truppen dringend Verstärkung brauchten. Diese Entscheidung brachte ein hohes Risiko für die zu verschiffenden Soldaten mit sich. Von 100 Soldaten, die beim Truppentransport nach Europa an Bord eines Schiffes erkrankten, starben sechs: Damit war die Letalität der Erkrankten auf dem Schiff mehr als doppelt so hoch wie an Land.
Trotz der eingeleiteten Quarantänemaßnahmen breitete sich die Krankheit sehr schnell aus. Die Anzahl der Toten in den USA, die auf diese Grippewelle zurückzuführen war, stieg von 2800 im Monat August auf mindestens 12.000 Tote im September. Ärzte aus den bereits betroffenen Städten im Osten Nordamerikas schickten ihren Kollegen im Westen düstere Mahnungen:

„Finden Sie jeden verfügbaren Tischler und Schreiner und lassen Sie sie Särge herstellen. Dann nehmen Sie Straßenarbeiter und lassen Sie sie Gräber ausheben. Nur dann haben Sie eine Chance, dass die Zahl der Leichen nicht schneller steigt, als Sie sie beerdigen können.“

#### Verbreitung

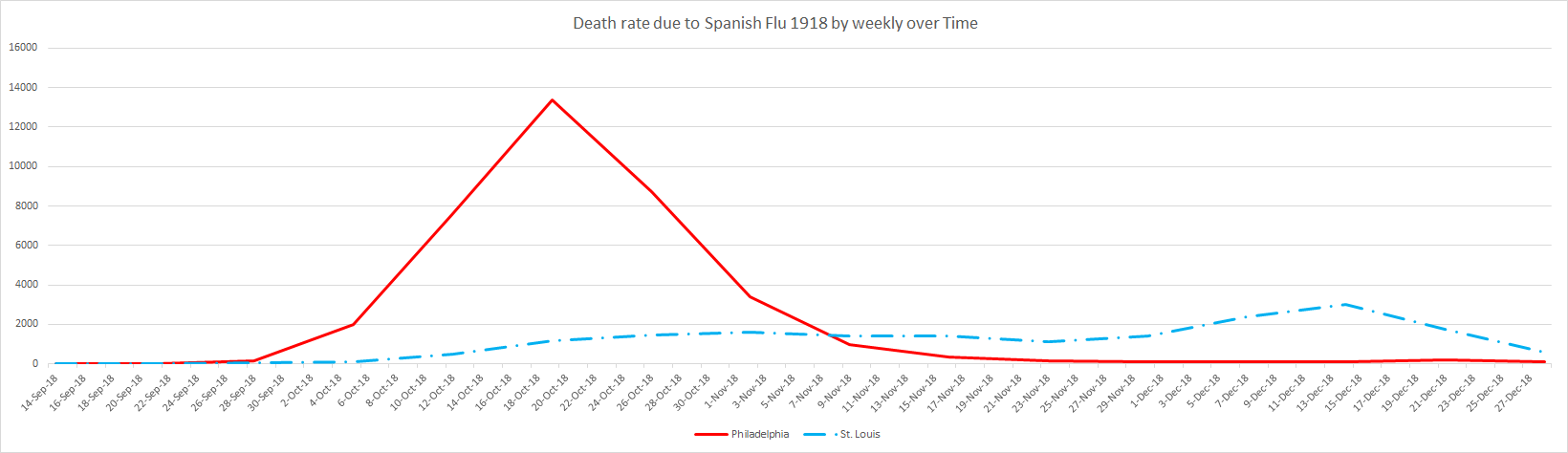
Sterblichkeit September bis Dezember 1918 in St. Louis (blau gestrichelt, konsequente Maßnahmen) im Vergleich zu Philadelphia (rot)

In weniger als vier Wochen hatte sich die Krankheit bis nach New Orleans, Seattle und San Francisco ausgebreitet. Der Ausbruch der Grippe konnte dabei sehr schnell erfolgen. In einer Militärbasis in Georgia wurden an einem Tag im September 1918 nur zwei Erkrankungen gemeldet, am nächsten Tag bereits 716. Eine der am stärksten betroffenen Städte der USA war Philadelphia, wo im Oktober 1918 an einem einzigen Tag 711 Menschen der Krankheit zum Opfer fielen. Da die städtische Leichenhalle für maximal 36 Tote ausgelegt war, musste man die Toten vierreihig in Korridoren und Räumen lagern. Noch im Frühherbst 1918 fand in Philadelphia eine große Militärparade statt, die zahlreiche Bürger auf die Straßen und Plätze lockte. Ähnlich verhielt es sich in Boston. Binnen einer Woche danach starben in Philadelphia fast 5.000 Menschen, in Boston bis Mitte Oktober 3.500, nach sechs Wochen waren es in Philadelphia mehr als 12.000 und damit mehr als achtmal so viele wie im restriktiven St. Louis, dort hatten die Behörden auf Einschränkungen des öffentlichen Lebens und Quarantäne gesetzt. So wurden Schulen, Kinos, Bibliotheken und Kirchen geschlossen. Diese Strategie von St. Louis wird bis heute als erfolgreiche Methode angeführt.
Nach einer 2007 im Journal of the American Medical Association (JAMA) erschienenen Studie von Maßnahmen in 43 US-Städten während der zweiten Welle im Herbst 1918/Frühjahr 1919 gingen Kombinationen von öffentlichen Maßnahmen (nonpharmaceutical interventions, NPI), insbesondere Schulschließungen und Verbot öffentlicher Versammlungen (Kirche, Theater u. a.), die im Mittel vier Wochen in Kraft waren, einher mit der Senkung der Spitzen-Sterberaten und der Gesamtzahl der Verstorbenen (Übersterblichkeit). Diese Studie spielte angeblich eine Rolle bei den im März 2020 in Deutschland gegen die COVID-19-Pandemie getroffenen Maßnahmen, vor allem auf die Entscheidung zur Schließung der Schulen.
Auch eine weitere Studie von 2007 zeigte, dass diejenigen US-Städte, die früh in der Epidemie eine konsequente Kombination mehrerer unterschiedlicher öffentlicher Maßnahmen ergriffen hatten, im Vergleich zu Städten, die keine entsprechenden Maßnahmen ergriffen hatten, eine halb so hohe Spitzensterberate hatten. Einzelmaßnahmen gingen nicht mit einer vergleichbar niedrigeren Rate einher. Vielfach war auch das Tragen von Gesichtsmasken vorgeschrieben. Die Zuwiderhandlung wurde zum Beispiel mit Geldstrafen geahndet. In San Francisco schoss ein Beamter gar auf einen Bürger, weil dieser sich weigerte eine Maske zu tragen.
In der Woche vom 17. bis 23. Oktober 1918 starben in den USA 21.000 Menschen an der Grippe, das ergab mit den sonstigen Todesfällen die bisher höchste jemals innerhalb einer Woche registrierte Sterblichkeit in den Vereinigten Staaten, eine Übersterblichkeit von 63 Prozent. Die Spanische Grippe brannte sich als kollektive Erinnerung der US-Amerikaner ein: Insgesamt starben rund 675.000 Zivilisten in den USA und damit mehr Bürger als US-Soldaten auf den Schlachtfeldern beider Weltkriege. Im kanadischen Montreal, wo am 21. Oktober 201 Menschen der Grippe erlagen, erteilten Priester die Sterbesakramente auf offener Straße.
So wie in Nordamerika verbreitete sich die Krankheit weltweit. Die Auswirkungen in Europa wurden dabei weniger aufmerksam verfolgt. Mehr im Fokus der Presse und der öffentlichen Aufmerksamkeit stand nach wie vor der Erste Weltkrieg.

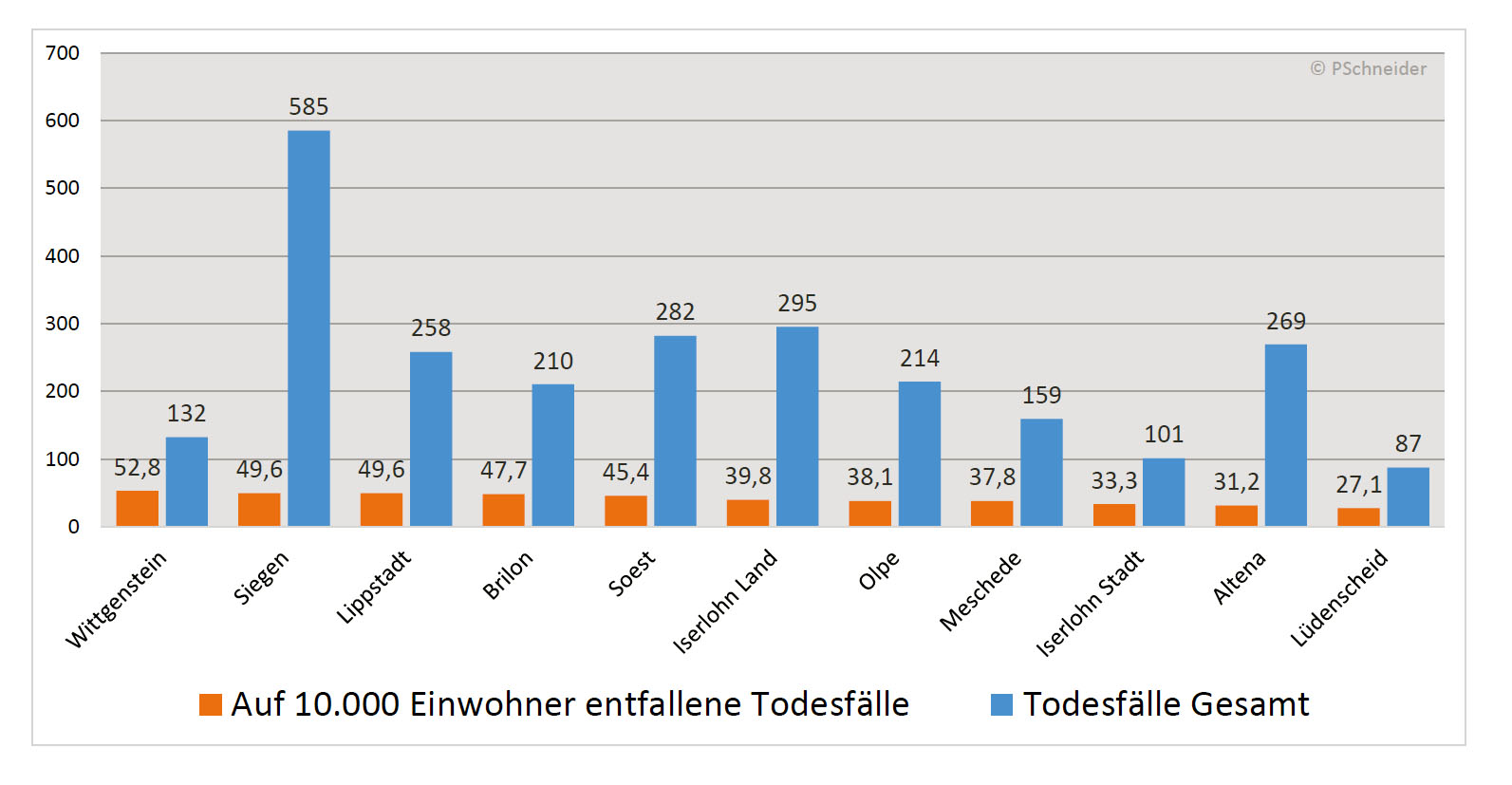
Übersicht der Grippeopfer 1918–1919 in Südwestfalen.

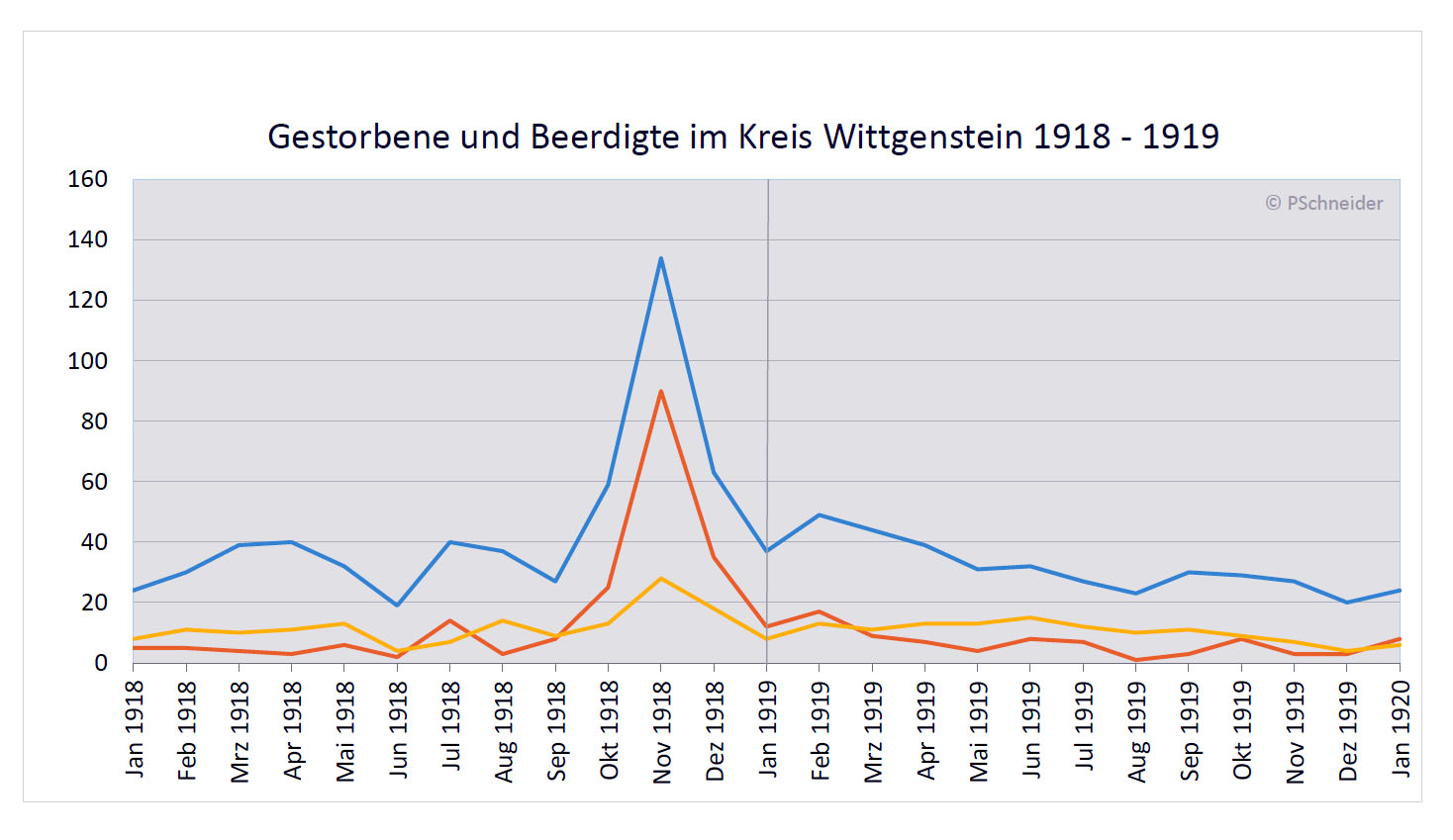
Gestorbene und Beerdigte im Kreis Wittgenstein 1918–1919 (blau): eingetragene Sterbefälle durch Grippe, Atemwegs- und Lungenerkrankungen (orange), ohne Angabe der Todesursache (gelb)

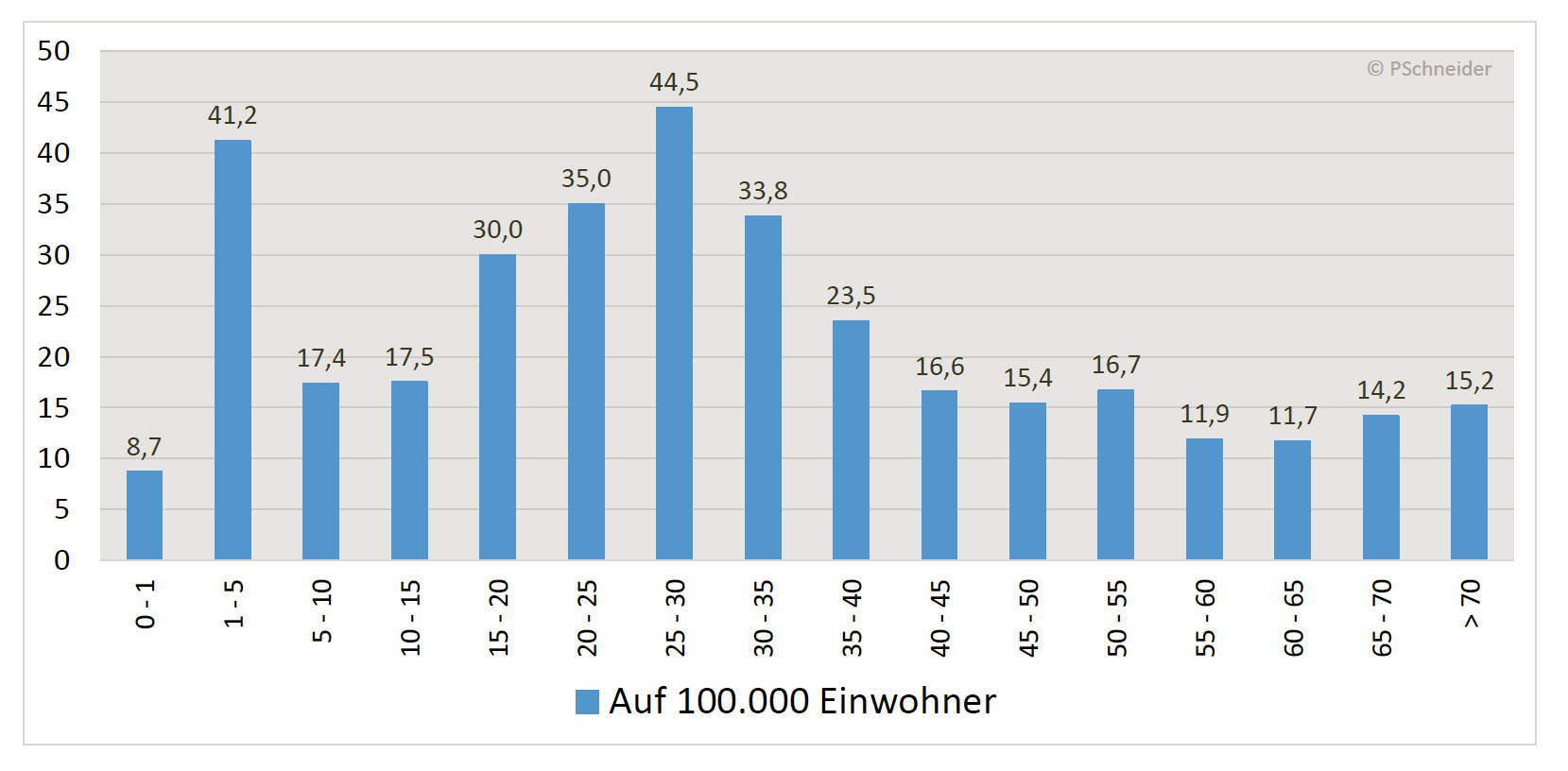
Altersstruktur der Grippeopfer 1918–1919 im Regierungsbezirk Arnsberg.

In Deutschland galt das umso mehr. Seit 1914 hatten die deutschen Armeen erfolglos gegen die Alliierten gekämpft und das Eintreffen der amerikanischen Soldaten auf dem Kontinent veränderte das Kräfteverhältnis an der Westfront massiv. Die Grippe wurde in Deutschland als nebensächlich aufgefasst, weil auch noch die schlechte Versorgungslage mit den Hungerwintern und die politische Unsicherheit hinzukamen. Deutsche Mediziner stellten schnell fest, dass auffällig viele 20- bis 40-Jährige ohne Mangelerscheinungen starben. Daraus entstand die Theorie einer Überreaktion des Immunsystems dieser an sich widerstandsfähigen Personengruppe. Diese heute „Zytokinsturm“ genannte Überreaktion löst oft einen raschen Erstickungstod aus. Im Herbst 1918 kam es in Deutschland zu erheblichen Einschränkungen, die das Postwesen, die Fernmeldeämter und den öffentlichen Nahverkehr betrafen. Weit verbreitet waren auch „Grippeferien“ an deutschen Schulen. Bergwerke, Fabriken und Landwirtschaft wurden heruntergefahren, aber man überließ die Verantwortung für Maßnahmen den lokalen Verwaltungen, da die Regionen sehr unterschiedlich betroffen waren. Versammlungen, Gaststättenbetrieb und Gottesdienste wurden im gesamten Deutschen Reich nicht unterbunden. General Erich Ludendorff schob am 9. Oktober 1918 gegenüber dem kurz darauf selbst an Spanischer Grippe erkrankten Reichskanzler Max von Baden die sich abzeichnende Niederlage unter anderem auf die Versorgungslage, die erdrückende Überlegenheit der Alliierten sowie auf die niedrige Kampfmoral und den schlechten Zustand seiner Truppen. Als eine von mehreren Ursachen für die letzten beiden Punkte benannte er die grassierende Grippewelle. Wenngleich Ludendorff mit seinen Statements in erster Linie von seinen strategischen Fehlentscheidungen mit einer Legendenbildung ablenken wollte, zeigen auch andere Berichte, dass die Grippewelle das deutsche Heer zwar weniger traf als beispielsweise die amerikanischen Streitkräfte, aufgrund der desolaten Situation der deutschen Armee aber mehr zum Tragen kam. Zwischen 500.000 und 708.000 deutsche Soldaten erkrankten an der Grippe.
Die Spanische Grippe traf Österreich-Ungarn, als die Monarchie vor dem Zusammenbruch stand. Gegen Ende des Ersten Weltkrieges waren viele Menschen unterernährt, mangelernährt, erschöpft, deprimiert, demoralisiert oder traumatisiert und dadurch anfällig für Infektionskrankheiten. Es mangelte an Medikamenten, Ärzten und Pflegepersonal. Öffentliche Institutionen waren nicht voll handlungsfähig. In Österreich starben in den Jahren 1918/19 an der Pandemie rund 21.000 Menschen. Die meisten Todesopfer der Spanische Grippe zählten zur Altersgruppe der 15- bis 40-Jährigen. Am heftigsten war die zweite Welle im Oktober/November 1918. In Österreich wurde als einzigem und erstem Land Europas von Kaiser Karl im Herbst 1917 die Schaffung eines eigenen Ministeriums für Volksgesundheit angeordnet. Aber erst am 30. Juli 1918 wurde der ruthenische Professor für medizinische Chemie an der böhmischen Universität in Prag Johann Horbaczewski zum Minister für Volksgesundheit ernannt. Horbaczewski versuchte zu beschwichtigen und behauptete, diese Epidemie sei keine Lungenpest und nehme generell einen gutartigen Verlauf. Seine wenigen Aktivitäten zeigten die ganze Ohnmacht und Hilflosigkeit in dieser Zeit.

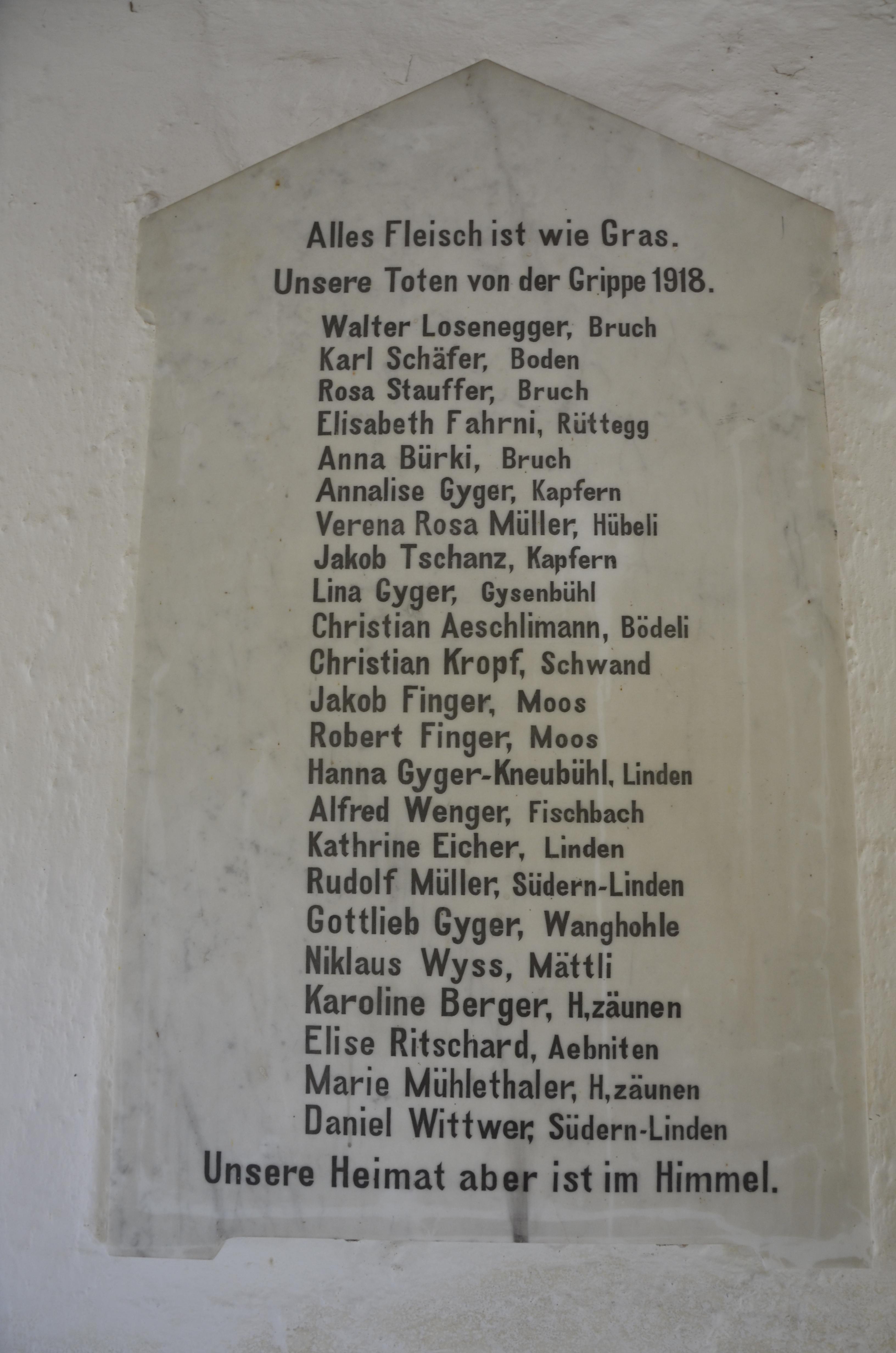
Erinnerung an die Grippetoten in der kleinen Schweizer Gemeinde Unterlangenegg im Kanton Bern

Die erste Grippewelle erfasste die Schweizer Bevölkerung von Juli bis August, die zweite Welle von September bis Dezember 1918. Zwischen Juli 1918 und Ende Juni 1919 starben in der Schweiz gemäß offizieller Statistik 24.449 Menschen an der Spanischen Grippe. Das entspricht 0,62 Prozent der gesamten Bevölkerung im Jahre 1918. In der nationalen Geschichtsschreibung tauchte die Spanische Grippe vorwiegend im Zusammenhang mit dem Landesstreik im November 1918 und der Opfer unter den Soldaten auf. Mangels ärztlicher Meldepflicht geht man von einer großen Dunkelziffer aus.
Stark betroffen waren Südamerika, Asien, Afrika und die pazifischen Inseln. Mehr als die Hälfte der Opfer forderte die Pandemie in Asien. In Indien war die Letalitätsrate mit geschätzten fünf Toten je hundert Erkrankten besonders hoch. Die Anzahl der Toten in Indien wurde mit bis zu 20 Millionen Menschen geschätzt. Verstärkend trat hier hinzu, dass Indien zu dieser Zeit von einer Hungersnot heimgesucht wurde. Aus den ländlichen Regionen zogen viele in die größeren Städte, weil sie dort auf eine bessere Versorgung hofften. In den beengten Verhältnissen war die Ansteckungsgefahr besonders hoch. Für China schätzte man die Zahl der Toten auf über neun Millionen. In den durch die Kolonialkriege und den Weltkrieg geschädigten Gebieten des heutigen Tansania, Sambia und Mosambik wütete die Seuche ebenfalls sehr stark.
Neuseeland wurde von der Grippewelle vor allem im Black November 1918 heimgesucht, als die ersten Truppen zurückkehrten. In Neuseeland starben 8573 Menschen an der Krankheit, mehr als doppelt so viele, wie neuseeländische Soldaten im Ersten Weltkrieg gefallen waren. Auf dem Höhepunkt der Krise kam das gesamte öffentliche Leben zum Erliegen. Von der Grippewelle besonders stark betroffen waren die Māori. In den entlegenen Māori-Gemeinschaften kam der Krankheitsausbruch meist ohne jede Vorwarnung. Häufig waren so viele betroffen, dass niemand mehr zur Verfügung stand, der die Kranken pflegte oder die Toten begrub. Ähnlich dramatisch war der Verlauf auf Samoa, wo ein Fünftel der Bevölkerung oder 7500 Menschen starben. Die Samoainseln erweckten insofern das Interesse der Wissenschaft, als sich in West-Samoa die Bevölkerung innerhalb weniger Wochen um 22 Prozent reduzierte, während im etwa 70 Kilometer entfernten Amerikanischen Samoa die Grippe wohl wegen der dortigen rigiden Quarantänemaßnahmen praktisch nicht auftrat, ebenso wenig wie in der französischen Kolonie Neukaledonien.

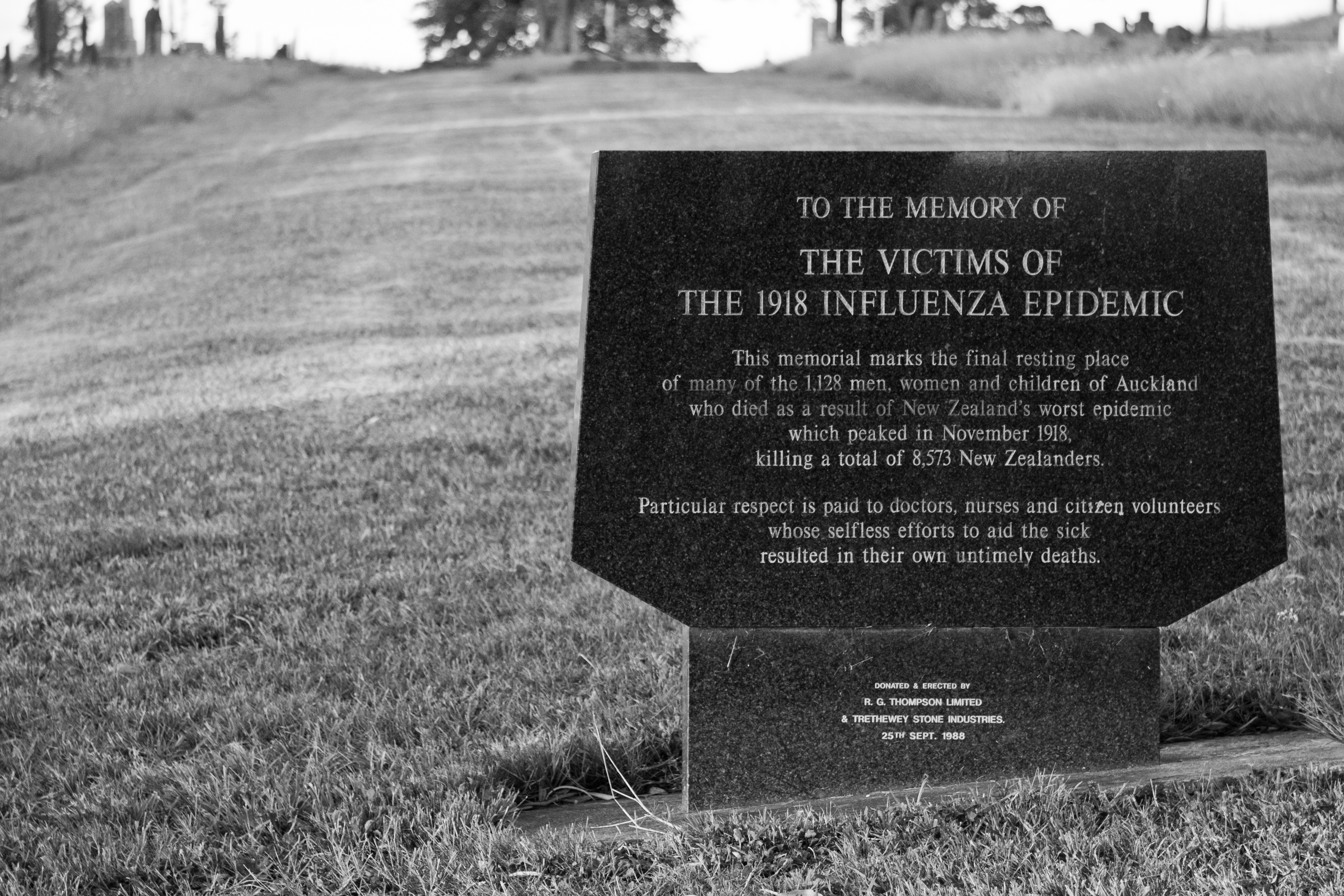
Gedenkstätte am Massengrab vieler der 1128 Todesopfer in Auckland, Neuseeland

Auch in Amerika waren vor allem indigene Völker betroffen; das Virus traf offensichtlich auf Menschen, die immunologisch dagegen noch weniger gewappnet waren als die aus Europa zugewanderten Bevölkerungsteile. In Mexiko soll es zu fast 440.000 Toten gekommen sein, in Britisch-Guyana erkrankten 75 Prozent der Bevölkerung. In Nordamerika waren Inuit in Alaska und Nordkanada sowie wiederum Indianer besonders stark betroffen, ein Viertel von ihnen erkrankte, von denen 25 Prozent starben (Sterberate 6 %). Manche Inuit-Dörfer hatten keine erwachsene Bevölkerung mehr. Nach dem Auftreten des Virus in der Ortschaft Wales starben 178 der 396 Bewohner (Sterberate 45 %). In manchen Dörfern waren 85 Prozent der Bewohner gestorben, Überlebende waren zumeist Kinder. In der Inuit-Siedlung Cartwright im kanadischen Labrador litten Ende Oktober 1918 von den 100 dort lebenden Personen 96 an der Grippe, von denen 26 starben (Sterberate 26 %). In vielen Familien waren alle Mitglieder so stark erkrankt, dass sie nicht mehr in der Lage waren, sich um Nahrung oder um das Feuer zu kümmern. In der Siedlung Okak hatten nur 59 von einstmals 266 Einwohnern überlebt (Sterberate 77 %).

### Dritte Welle (lokale Herde 1919–1920)

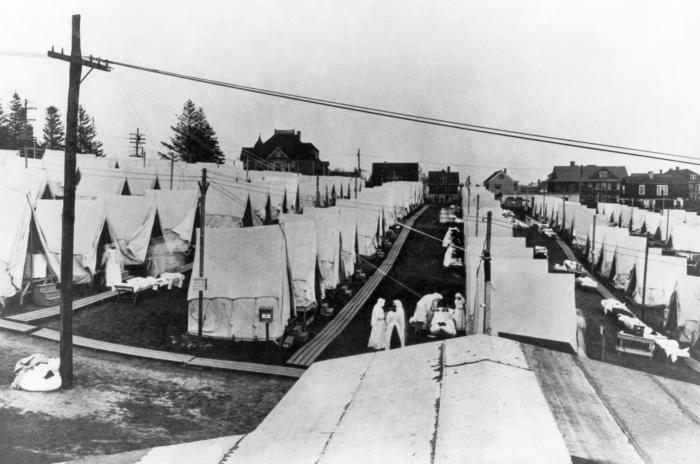
Behandlungszelte am Emery Hill in Lawrence (Massachusetts) im Mai 1919

Im Februar 1919 trat zunächst in Großbritannien, ab Mai 1919 auch in anderen Ländern eine weitere Grippewelle auf, die vor allem im Frühjahr 1920 die USA traf, die aber in ihrem Verlauf nicht mehr so tödlich war wie die zweite. Da vor allem jüngere Menschen starben, wird sie der Spanischen Grippe zugerechnet.

### Ende der Pandemie
Im Verlauf des Jahres 1920 wurde das Virus deutlich weniger tödlich und verursachte seitdem nur normale saisonale Influenza.
Folgende Grippewellen – so in Deutschland im Winter 1932/33 – waren von geringerem Ausmaß und von anderer Altersverteilung geprägt, sodass sie nicht mehr mit der Spanischen Grippe in Verbindung gebracht werden.

## Reaktionen und Gegenmaßnahmen

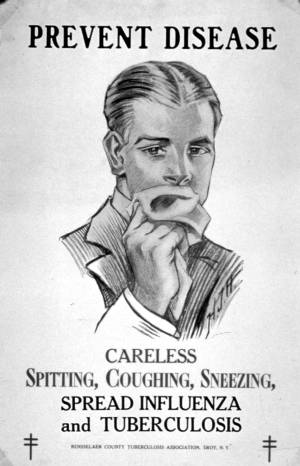
US-amerikanisches Plakat, das unter anderem vor Ausspucken warnt

Bereits sehr frühzeitig waren in einigen Ländern von den Gesundheitsbehörden Quarantänemaßnahmen eingeleitet worden. Bereits in der zweiten Augusthälfte 1918 hatte der Surgeon General of the United States angeordnet, dass die Gesundheitsbehörden in den USA in allen Häfen Schiffe mit Erkrankten an Bord unter Quarantäne stellen sollten. Aufgrund der Kriegsanstrengungen erwies sich das jedoch als kaum durchführbar. In Toronto veröffentlichte Dr. Hastings, ein Angestellter der Gesundheitsbehörde, Ratschläge, wie eine Ansteckung zu vermeiden sei. Dazu gehörte die Empfehlung, Menschenmengen zu meiden, Mund, Haut und Kleider immer reinlich zu halten und die Fenster möglichst viel geöffnet zu lassen. Man sollte sich kühl halten, wenn man zu Fuß unterwegs war, und warm, wenn man fuhr oder schlief. Hände sollten vor dem Essen gewaschen und das Essen gut gekaut werden. Die Ansammlung von Verdauungsprodukten im Körper sollte vermieden werden, nach dem Aufstehen sollte man direkt ein oder zwei Gläser Wasser trinken. Handtücher, Servietten und Besteck, das von anderen benutzt wurde, sollte man meiden. Ebenso sollte man auf zu enge Kleidung, Schuhe oder Handschuhe verzichten.
In New York stellte man das Spucken auf der Straße unter Strafe. Etwa 500 Personen wurden verhaftet, weil sie dagegen verstießen. Andere Städte ordneten das Tragen von Mundschutz an und drohten mit Geldstrafen denen, die dagegen verstießen. Das New York Health Board unterstrich die Vorgabe mit dem Slogan „Better be ridiculous than dead“ (Lieber lächerlich als tot).
Spätere Studien zeigten, dass das Verbot von Massenveranstaltungen und das Gebot, einen Mund-Nasen-Schutz zu tragen, die Todesrate in amerikanischen Großstädten um bis zu 50 Prozent senkte.
Während der Influenzapandemie von 1918 unternahmen die USA im Gegensatz zu Europa beträchtliche Anstrengungen im Bereich der öffentlichen Gesundheit. Einschlägige Studien zeigten, dass zeitlich begrenzte Interventionen die Gesamtmortalität nur mäßig (ca. 10–30 %) reduzierten und dass die Wirkung oft sehr begrenzt war, da die Interventionen zu spät eingeführt und zu früh aufgehoben wurden. San Francisco, St. Louis, Milwaukee und Kansas City ergriffen dagegen umfassende Interventionen in das öffentliche Leben, die die Übertragungsraten um bis zu 30–50 % reduzierten (siehe oben). Mitarbeiter der National Academy of Sciences schlossen aus einer Untersuchung zu den Auswirkungen von Maßnahmen im Bereich der öffentlichen Gesundheit, dass bei vergleichbaren Pandemien darüber hinausgehende Reduzierungen alleine mit Maßnahmen des öffentlichen Gesundheitswesens nur dann zu erreichen sind, wenn diese Maßnahmen so lange aufrechterhalten werden, wie es dauert, bis die durchgehende Impfung der Bevölkerung abgeschlossen ist. Rigorose Quarantänemaßnahmen, bei denen ausnahmslos alle Einreisenden unter Quarantäne gestellt wurden, konnten unter bestimmten Voraussetzungen eine Ausbreitung im Land verhindern, wie das französische Beispiel auf der Îlot Freycinet für die Kolonie Neukaledonien belegte.

## Therapie der Spanischen Grippe
Die nichtmedikamentösen Behandlungsmethoden, die diätetische, physikalische und naturheilkundliche Maßnahmen umfassten, dazu Heißluft und elektrische Lichtbäder, Schwitz- und Prießnitzkuren, Bäder, Packungen und Umschläge, waren meist wirkungslos. Gleiches galt für die Vielzahl fragwürdiger Arzneimittel, die der Ärzteschaft in zahlreichen Aufsätzen empfohlen wurden: Malafebrin, Vioform, Sublimat, Kreosot. Angesichts der kulminierenden Gesundheitskatastrophe war für kritische Arzneimittelprüfungen keine Zeit.
Da wirkungsvolle spezifische Heilmittel nicht zur Verfügung standen, konzentrierten sich die Ärzte auf die Linderung der Symptome: Schon bei der Influenza anno 1889/90 stand die antipyretische Therapie im Vordergrund, und so manches Fiebermittel erlebte 1918/19 eine erstaunliche Renaissance, nicht nur das altvertraute Chinin, sondern auch die Pharmaspezialitäten Antipyrin, Salipyrin, Antifebrin und Phenacetin. Seit den 1890er Jahren vollzog sich der Siegeszug des Pyramidons und der Acetylsalicylsäure. Letztere wurde nun zum zentralen Arzneistoff im Kampf gegen die Spanische Grippe. War in schweren Fällen eine stark sedative und antineuralgische Wirkung erwünscht, griffen die Ärzte des Jahres 1918 zu Substanzen wie Opium, Morphium, Heroin oder Kokain.
Gegen den lästigen, oft quälenden Reizhusten standen narkotisierende und anästhesierende Hustenmittel parat, wie Codein, das subkutan injizierbare Opium-Extrakt Pantopon oder Glyzerinanpräparate zur Inhalation. Als Expektorantien wurden Kampferbenzoe, Eukalyptusöl oder Ipecacuanhapulver verschrieben. Ein Leitmotiv der symptomatischen Grippebehandlung war die Aufrechterhaltung der Herz- und Kreislauffunktion, besonders bei lebensbedrohlichen Lungenentzündungen, wozu Digitalis, Strophanthin, Koffein, Strychnin und Kampfer zum Einsatz kamen, und in besonderen Fällen Adrenalin. Zur Linderung der Atemnot boten sich Sauerstoffinhalationen an, doch die damit einhergehenden Nebenwirkungen begrenzten deren Wert. Werbungen in den Zeitungen priesen Feigensirup oder Eukalyptussalben als Heilmittel an. Antiseptische Sprays sollten Mund und Nase rein halten.
Große, aber letztlich vergebliche Hoffnungen setzte man in spezifisch wirksame Chemotherapeutika wie das Syphilismittel Salvarsan und dessen Nachfolger Neosalvarsan, ferner in kolloidale Silberpräparate wie Kollargol, Septargol, Elektrargol und Fulmargin und schließlich das in der Urologie bewährte Diuretikum Urotropin, dessen keimtötende Wirkung bei Staphylo- und Streptokokkeninfekten außer Frage stand. Weitverbreitet war der Einsatz der Chininderivate Eukupin, Optochin und Vuzin, freilich auch das ohne durchschlagenden Erfolg.
Eine Sekundärstudie zu 55 Veröffentlichungen im British Medical Journal zwischen Juli 1918 und Oktober 1920 zeigte unter anderem, dass eine Mischung aus drei verschiedenen Bakterienimpfstoffen gegen den damals noch unbekannten Erreger der Spanischen Grippe wirkte, die Komplikationen und die Todesfälle der eigentlich durch ein Virus verursachten Influenza sanken signifikant. Dies ist damit zu erklären, dass die schweren Verläufe zumeist durch bakterielle Sekundärinfektionen geprägt waren.

## Statistische Anomalien

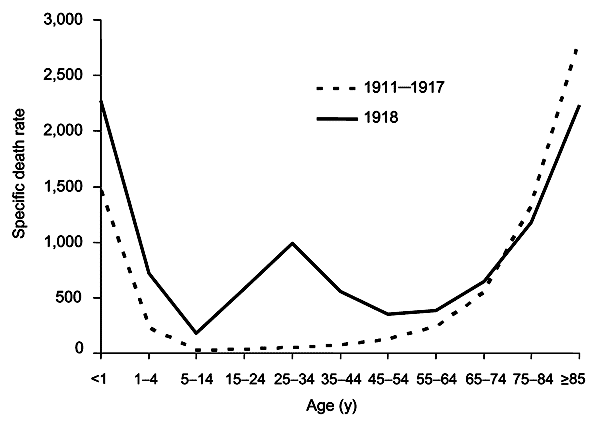
Altersverteilung der Influenza-Sterblichkeit in den USA für die Jahre 1911–1917 (gestrichelte Linie) und das Jahr der Pandemie 1918 (durchgezogene Linie)

Betrachtet man die Letalität von Influenza-Erkrankungen als Häufigkeitsverteilung über das Lebensalter der Betroffenen, erhält man normalerweise eine „U-förmige“ Verteilung, deren Maxima in den sehr jungen und sehr alten Bevölkerungsschichten liegen. Die Letalität der Spanischen Grippe folgt hingegen einer „W-förmigen“ Verteilung; eine Eigenart, wie sie auch schon bei der Pandemie von 1889/90 beobachtet wurde (Russische Grippe, möglicherweise durch A/H3N8 oder aber durch das Coronavirus OC43 verursacht). Das zusätzliche, atypische Maximum liegt im Bereich der 20- bis 40-Jährigen. Insgesamt werden die Todesfälle der 20- bis 40-Jährigen auf nahezu die Hälfte der gesamten Pandemietoten geschätzt. Als Einzigartigkeit der Spanischen Grippe lag die Letalität bei Personen unter 65 Jahren deutlich höher als bei der Bevölkerung über 65; etwa 99 % der Toten entfielen auf die erste Gruppe, gegenüber 36 % und 48 % bei den Pandemien von 1957 (Asiatische Grippe durch H2N2) und 1968 (Hongkong-Grippe durch A/H3N2).
Erklärungen dafür werden unter anderem in der vorangegangenen Influenza-Exposition der verschiedenen Altersgruppen gesucht. Eine mögliche Erklärung der Anomalien ist ein vor 1889 kursierendes Virus, welches eventuell eine partielle Immunisierung bewirkte. Ein Problem dieser Vermutung ist jedoch, dass dieses Vorgänger-Virus um 1889 verschwunden, knapp 30 Jahre später jedoch wieder aufgetaucht sein müsste. Ein anderer Erklärungsversuch fußt auf der Lehrmeinung, dass das Immunsystem besonders effektiv auf die erste Variante eines Virus antwortet, mit der es konfrontiert wird, und damit auf andersartige Erregerstämme weniger gut zugeschnitten ist. Sofern die sogenannte Russische Grippe von 1889–1895 tatsächlich nicht auf dem Coronavirus HCoV-OC43, sondern auf dem Influenzavirus-Subtyp A/H3N8 beruhte (s. o.) und Menschen, die 1918 der Altersgruppe zwischen 20 und 40 Jahren angehörten, damals zum ersten Mal mit der Influenza in Berührung kamen, dann hätten sie gegenüber der Spanischen Grippe keine adäquate Immunabwehr gehabt. Hochbetagte Menschen hatten dagegen vielleicht deswegen einen relativen Schutz, weil sie zuvor einer der Spanischen Grippe ähnlicheren Influenza ausgesetzt waren. Eindeutige Belege fehlen hierfür jedoch.
Gemäß Gibbs et al. in Spektrum der Wissenschaft vom Januar 2006 war ein Faktor bei der ungewöhnlichen Verteilung auch die durch das Virus induzierte atypisch starke Zytokin-Aktivität. Die Überreaktion des Immunsystems in Form eines Zytokinsturms veranlasst Abwehrzellen zu einem Angriff auf das Lungengewebe. Da gerade die Gruppe der 20- bis 40-Jährigen über ein besonders aktives Immunsystem verfügt, ist hier die Ausprägung des Zytokinsturms besonders stark. Der Zytokinsturm wäre eine Parallele zur COVID-19-Erkrankung, die genauso leicht übertragbar, im Februar 2020 aber noch eine Stufe geringer im klinischen Schweregrad als die Spanische Grippe eingeschätzt wurde. Inzwischen geht man auch im klinischen Schweregrad von einer möglichen Gleichwertigkeit aus. Beide Krankheiten sind viral bedingte Zoonosen des Respirationstraktes, die in erster Linie durch Tröpfcheninfektion verbreitet wurden bzw. werden. Die pathophysiologischen Mechanismen sind verwandt, beide Erreger binden an dieselben ACE-2-Rezeptoren in den respiratorischen und intestinalen Schleimhäuten. Bei COVID-19 zeigt sich jedoch bisher im Gegensatz zur Spanischen Grippe keine Absenkung der Letalität bei höheren Altersgruppen, sondern eine deutliche Erhöhung.

## Rekonstruktion und Analyse der RNA-Sequenz des Virus

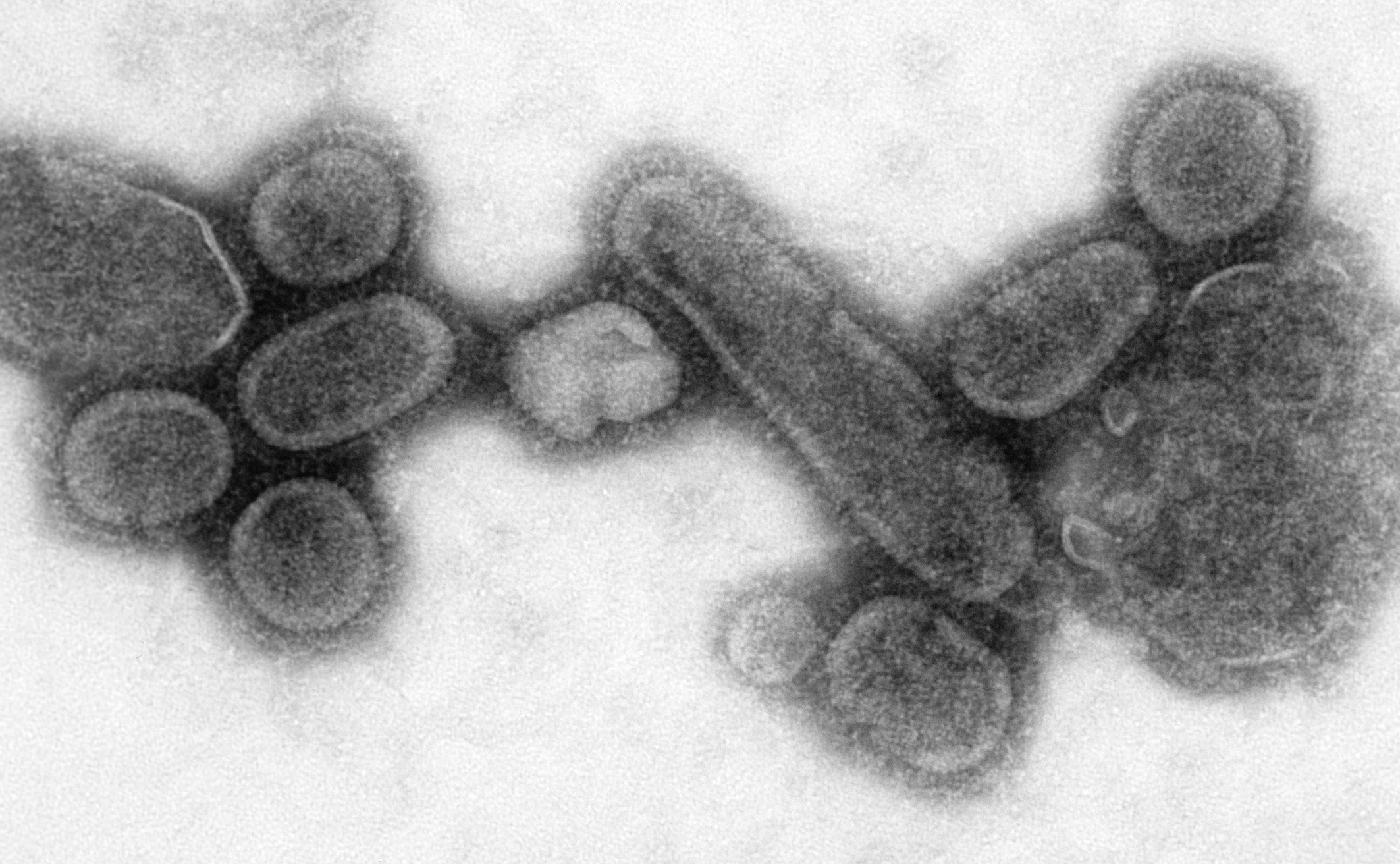
Virionen des rekonstruierten Virus der Spanischen Grippe, 18 Stunden nach Infektion der Kultur

Neuraminidase-Struktur des Virus

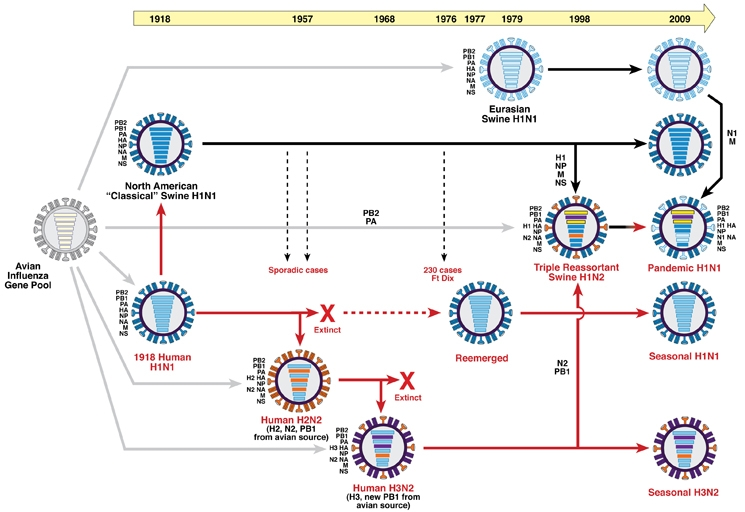
Genetische Reassortierung des Influenzavirus A seit 1918: rote Pfeile zeigen die menschlichen Influenzavirus-Linien an, graue Pfeile den Export eines oder mehrerer Gene aus dem Genpool des Vogel-Influenza-A-Virus

1951 hatte der damalige Doktorand und später als Pathologe tätige Johan Hultin Gewebeproben aus einem Massengrab von Grippeopfern im Permafrostboden von Alaska exhumiert, jedoch keine Influenzaviren nachweisen können. 1997 beschaffte er sich eine Erlaubnis der auf der Halbinsel Seward gelegenen Gemeinde Brevig Mission zur erneuten Exhumierung. Von vier Toten wurden Proben aus dem Lungengewebe entnommen, aus einer davon konnten Bruchstücke der Grippevirus-Gene isoliert werden. Schließlich gelang es, das komplette Genom des Erregers der Spanischen Grippe zu sequenzieren. Dieselbe Forschergruppe des Instituts für Pathologie der US-Streitkräfte in Rockville isolierte zudem 1996 und 1997 unter der Leitung von Jeffery Taubenberger Teile des Grippevirus aus unterschiedlichen Gewebeproben, die von der US-Armee aus dem Ersten Weltkrieg aufbewahrt wurden.
Im Jahr 2003 konnte durch Reid et al. bestätigt werden, dass das Virus zu den Influenza-A-Viren gehörte. 2004 haben Gamblin et al. durch Strukturanalyse des Hämagglutinins H1 gezeigt, wie sich das Virus der Spanischen Grippe an menschliche Zellen bindet.
Im Oktober 2005 berichteten US-amerikanische Wissenschaftler um Jeffery Taubenberger, dass sie in einem Hochsicherheitslabor der CDC (Centers for Disease Control and Prevention) in Atlanta das Virus von 1918 rekonstruiert haben. Ihre im Jahre 1995 begonnenen Forschungsarbeiten publizierten Taubenberger und sein Team seit dem Jahre 1997 in einer Serie von Artikeln, die im Jahre 2005 mit der Veröffentlichung der kompletten Gensequenz in den Fachzeitschriften Science und Nature zusammengefasst wurden.
Die Forscher kamen aufgrund ihrer Analysen zu dem Schluss, dass die RNA-Polymerase des menschlichen Influenza-Virus direkt von einem Vogelgrippevirus abstamme und der Übergang auf den Menschen wahrscheinlich erst unmittelbar vor Beginn der Pandemie stattgefunden habe. Aufgrund der großen Ähnlichkeit mit bekannten Varianten der Geflügelpest vertreten sie ferner die Meinung, dass das Virus seine Gefährlichkeit als Folge weniger Mutationen erzielt habe und nicht durch einen Austausch von Erbanlagen mit bereits zuvor vorhandenen Varianten der menschlichen Influenza, d. h. nicht durch eine Reassortierung (vgl. auch Antigenshift bei Influenzaviren).
In Tierversuchen erwies sich das rekonstruierte Virus (wie aufgrund der hohen Todesraten der Epidemie von 1918 zu erwarten war) als extrem aggressiv: Es tötete Mäuse rascher als jedes andere bisher bekannte Influenza-Virus des Menschen und war – im Unterschied zu den meisten menschlichen Influenza-Viren – auch für Hühnerembryos tödlich. Im Gegensatz zu anderen Experimenten mit Mäusen musste das rekonstruierte Virus hierzu nicht erst an Mäuse angepasst werden. Dies zeigt, dass die Proteine Hämagglutinin wie auch möglicherweise die Neuraminidase des Virus Virulenzfaktoren für Mäuse enthalten. Seine Polymerase-Gene ähnelten denen von A/H5N1 und anderer Geflügelpest-Viren. Außerdem erwies es sich als äußerst vermehrungsfreudig in Epithelzellen aus menschlichen Bronchien, was im funktionstüchtigen Organ zur Lungenentzündung führen würde. Zusätzlich ist es in der Lage, anders als heute kursierende Influenza-Viren, sich ohne Trypsin zu vermehren, was einen bisher unbekannten Mechanismus der Neuraminidase voraussetzt, der die Abspaltung des Hämagglutinins vereinfacht.
Bisher war das aktive Virus nur für einen Wissenschaftler an den CDC zugänglich gemacht worden. Seit Ende Oktober 2005 verschicken die Centers for Disease Control and Prevention das Virus der Spanischen Grippe an alle interessierten Labore der Biologischen Schutzstufe 3.
Im Jahre 2007 wurde durch Forscher des St. Jude Children’s Research Hospital, Memphis (Tennessee), bekannt, dass ein nur 90 Aminosäuren großes Virusprotein mit der Bezeichnung PB1-F2 für die ungewöhnlich hohe Letalität verantwortlich zu sein scheint.
Seit der Veröffentlichung der Untersuchungsergebnisse von Taubenberger und seiner Mitarbeiter im Jahre 2005 warnen Virologen verstärkt vor einer neuen Pandemie, die aufgrund der im Vergleich zu 1918/20 ungleich höheren räumlichen Mobilität die Spanische Grippe noch um ein Vielfaches übertreffen könnte.

## Prominente Opfer

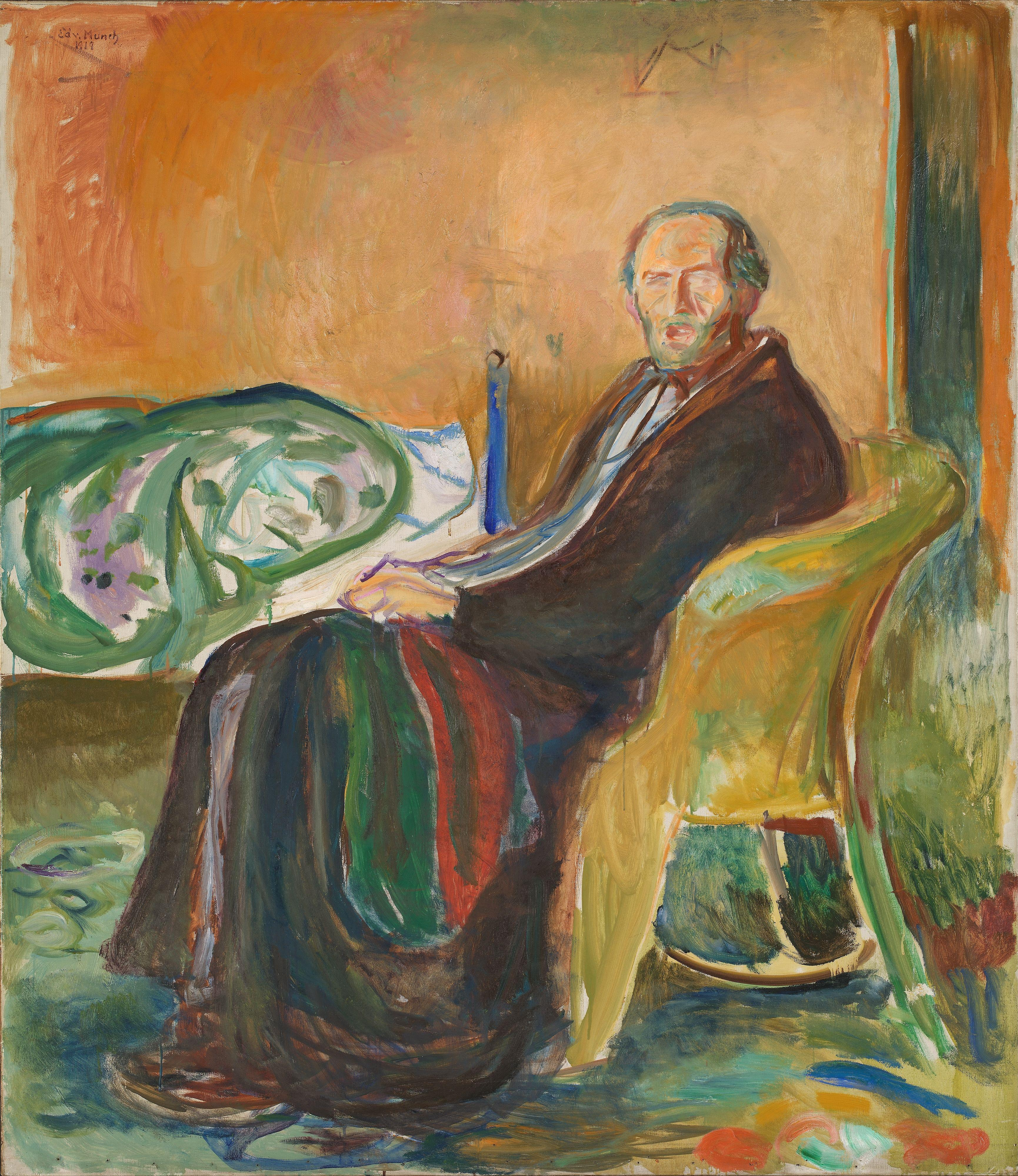
Selbstbildnis mit Spanischer Grippe (1919), ein Gemälde des erkrankten Edvard Munch (1863–1944), der zu jener Zeit zurückgezogen in Ekely lebte

Unter den Todesopfern der Spanischen Grippe waren unter anderem Egon Schiele und seine Frau Edith, Max Weber und Frederick Trump, der Großvater von Donald Trump, sowie Mehmed V., Sultan und damit Staatsoberhaupt des Osmanischen Reiches, und der letzte Kaiser von Österreich Karl I. Der 1918 weitgehend ruhenden Lungentuberkulose von Franz Kafka wurde möglicherweise durch die Spanische Grippe die tödliche Wendung gegeben.
Auswirkungen auf die politischen und historischen Ereignisse hatten unter anderem die Erkrankungen von Präsident Woodrow Wilson und seines Beraters Edward Mandell House bei den Beratungen zum Friedensvertrag von Versailles, da Wilson im Gegensatz zu Vertretern anderer Siegermächte auf einen Ausgleich bedacht war, sowie jene von Max von Baden, des letzten Reichskanzlers des Deutschen Kaiserreichs, die in einer besonders kritischen Phase zu einer Verzögerung wichtiger politischer Entscheidungen führte.

## Denkmal
Im Oktober 2019 wurde in Wiesloch (Baden-Württemberg) das erste in Deutschland errichtete Denkmal zur Erinnerung an die Spanische Grippe enthüllt. Im Mittelpunkt steht der alte Grabstein des Opfers Anna Katharina Ritzhaupt, die 1918 im Alter von 24 Jahren verstarb.

## Spanische Grippe in der Kultur
Die Geschwindigkeit, in der die Spanische Grippe um sich griff, spiegelte sich in dem Kinderreim „A bird named Enza“ wider:
Englisches Original:
I had a little bird,
Its name was Enza.
I opened the window,
And in-flu-enza.
Übersetzung:
Ich hatte einen kleinen Vogel,
sein Name war Enza.
Ich habe ein Fenster geöffnet
und herein flog Enza.

## Filme
- Im Spielfilm Zeit des Erwachens (original: Awakenings) mit Robert De Niro und Robin Williams wurde 1990 der vermutete Zusammenhang von Spanischer Grippe und Encephalitis lethargica auf der Grundlage des gleichnamigen Buches von Oliver Sacks thematisiert. Hintergrund des Filmes waren die kurzzeitigen Therapieerfolge Anfang der 1970er Jahre gegen die vermuteten neurologischen Spätfolgen der Pandemie bei einigen Patienten nach dem Einsatz von Levodopa.
- In der britischen TV-Serie Downton Abbey geht es in Staffel 2 der Serie um die Spanische Grippe.
- Versteckte Weltkatastrophe – Die Spanische Grippe vor 100 Jahren. Reportage, 8:45 min., BR Fernsehen, 2018 (Online).[124]
- Spanische Grippe – Das Geheimnis des Killer-Virus. Dokumentarfilm, 45 min., Produktion: BBC Studios, ZDFinfo, 2019 (Online).[125]